# Кусково
Уса́дьба Куско́во — бывшее имение графов Шереметевых, где сохранился архитектурно-художественный ансамбль XVIII века. Расположен на востоке Москвы на территории района Вешняки.
Ансамбль включает дворец, построенный во второй половине XVIII века в стиле классицизма; регулярный, украшенный скульптурой парк с павильонами: «Грот», «Оранжерея» (проекты крепостного архитектора Фёдора Аргунова, вторая половина XVIII в.), «Эрмитаж» (вторая половина XVIII в.), «Итальянский» (XVIII в.) и «Голландский» (XVIII в.) домики; церковь Спаса Всемилостивого (XVIII в.); Музей керамики (нет отдельного здания).
Усадьба состояла из трёх частей: запрудной со Зверинцем, французского регулярного парка с основным архитектурным ансамблем и английского парка «Гай». Архитектурно-парковый комплекс центральной парадной части сохранился практически полностью.
Центром ансамбля является дворец, в котором сохранились планировка и декоративное убранство интерьеров с произведениями русского и западноевропейского изобразительного и прикладного искусства; дарственные портреты русских императоров и нескольких поколений хозяев усадьбы — графов Шереметевых.

## История усадьбы

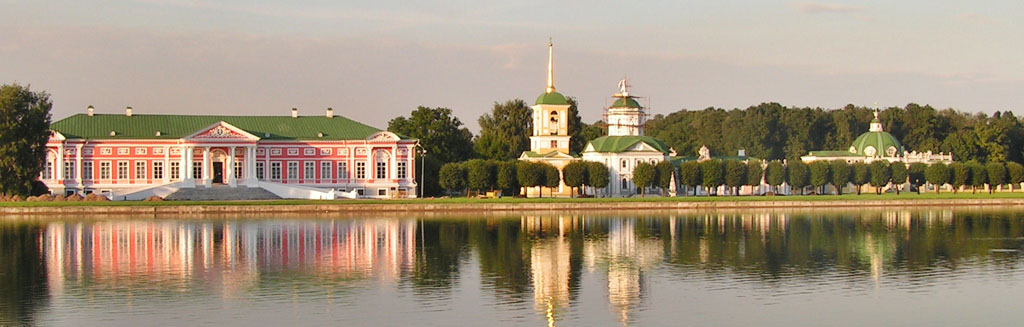
Вид на Дворец и церковь с колокольней

Впервые Кусково упоминается в конце XVI века и уже как владение Шереметевых. В 1623—1624 годах здесь стояли деревянная церковь, боярский двор, дворы крепостных людей. Во владении Шереметевых Кусково оставалось более трёхсот лет, вплоть до 1917 года.
Село Кусково как родовая вотчина Шереметевых известно с XVI века. Брак между наследниками графов Шереметевых — Петром Борисовичем, — и князей Черкасских — Варварой Алексеевной, — позволил объединить земли вокруг Кускова в обширное имение.
В 1750—1770-х годах по замыслу Петра Шереметева в Кускове была создана обширная усадьба с дворцом, многими «увеселительными затеями», большим парком и прудами. Создание этого ансамбля тесно связано с именами крепостных архитекторов Фёдора Аргунова и Алексея Миронова. Архитектурный комплекс создан в раннеклассицистическом стиле середины-второй половины XVIII в.
В те годы усадьба Кусково раскинулась на территории 230 гектар (для сравнения сейчас она занимает 26 гектар). Сюда входили — охотничьи угодья, живописные окрестные поля, луга, рощи. Особым украшением усадьбы был зверинец — своеобразный зоопарк того времени — здесь можно было увидеть зайцев, волков, лисиц и даже оленей.
В запрудной части парка, на противоположной от Дворца территории, уходил 300-метровый канал, который сохранился и сегодня. Канал завершался каскадным фонтаном. Сохранился до наших дней и остров — ещё одно украшение усадьбы. В XVIII веке он представлял собой потешную крепость с бастионами. На водной глади пруда на потеху гостям разыгрывались шуточные баталии.

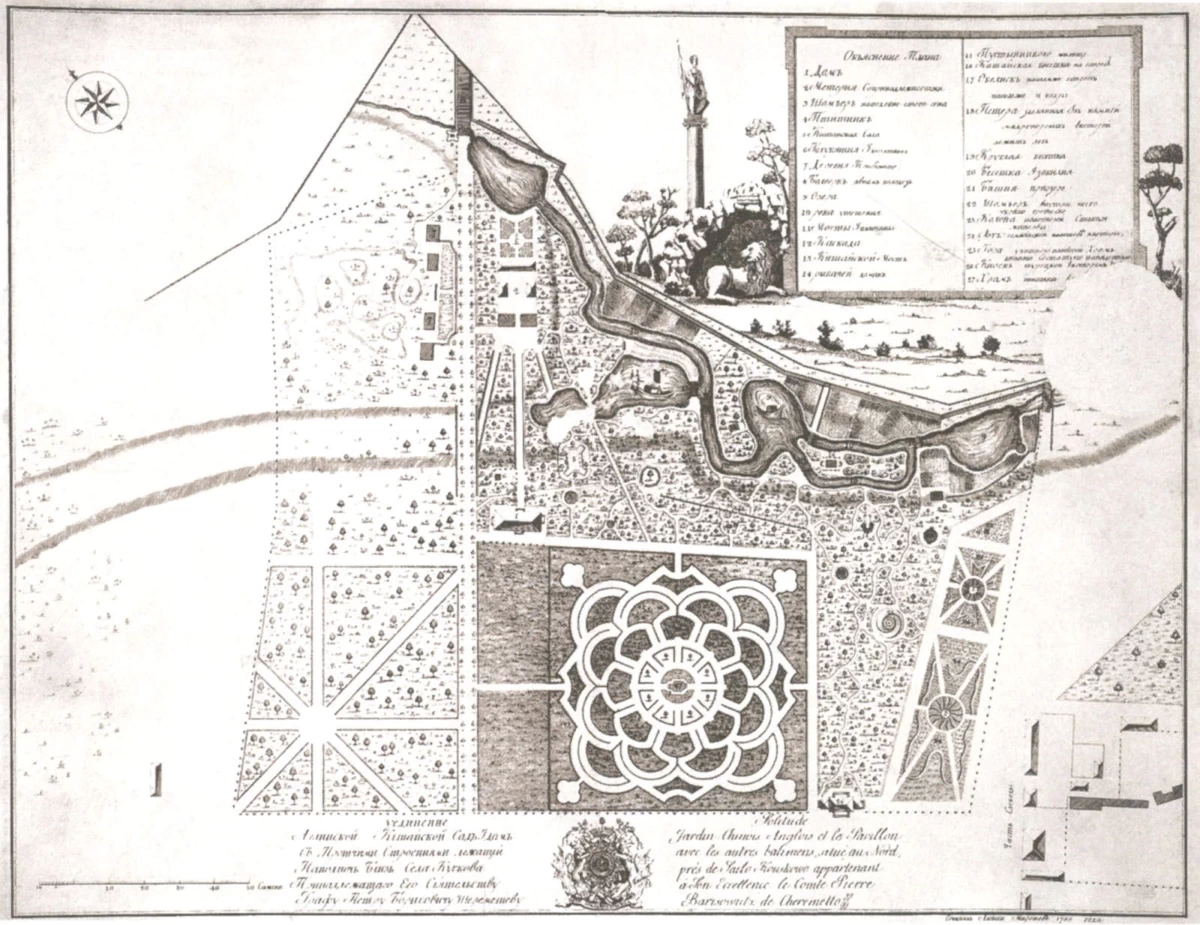
План английского сада «Гай». 1780-е гг.

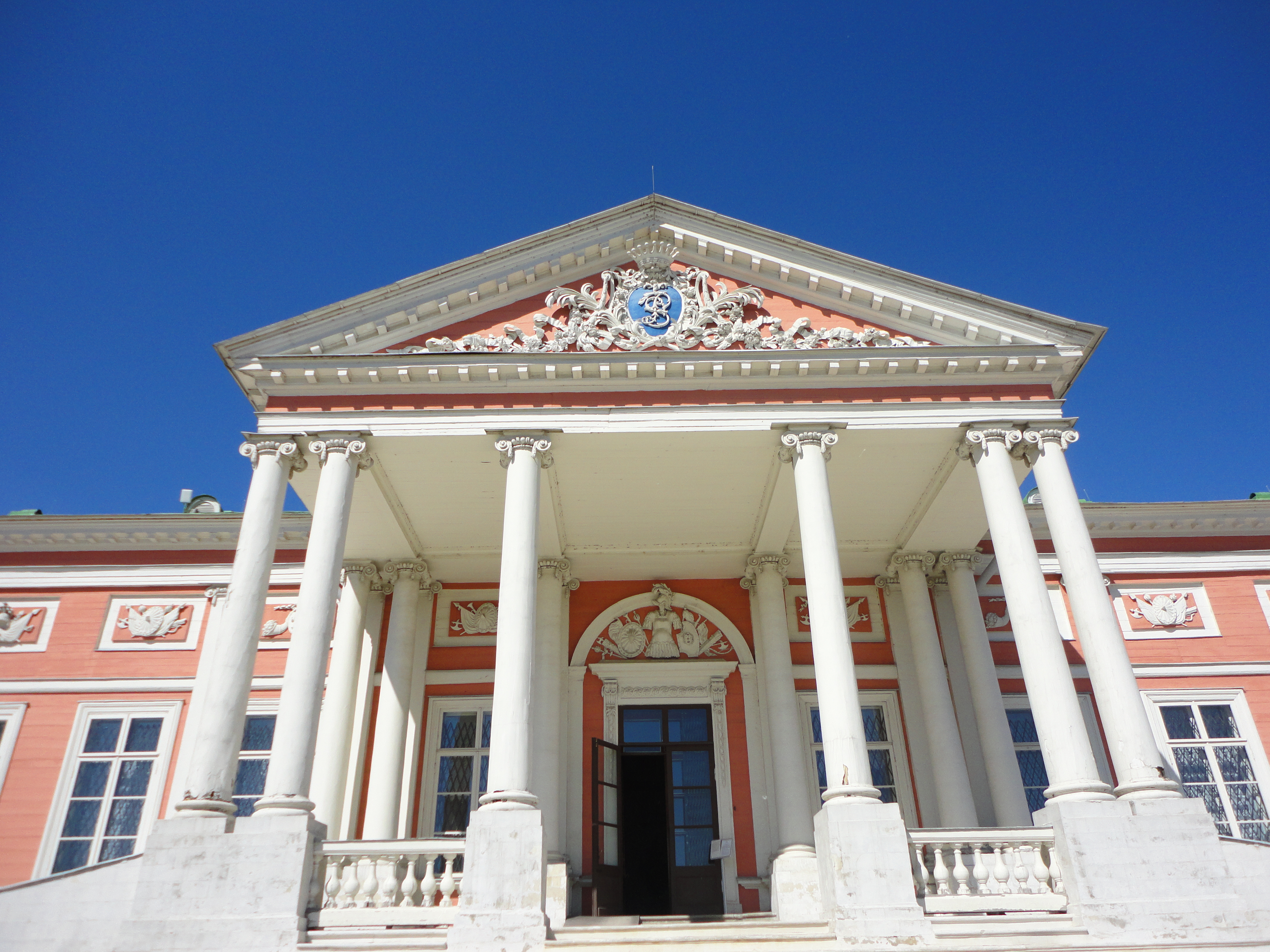
Центральный вход во дворец

В 1751 году также велось строительство прудов и обводных каналов; регулярный парк и Большой пруд получил существующие поныне границы. Ландшафт за Большим прудом также был организован. «Вешняковская перспектива» продолжала основную композиционно-планировочную ось усадьбы, подчёркивалась протяжённым прямым каналом длиной более 300 метров с каскадами в конце, берёзовой перспективой и замыкалась светлым силуэтом старинной церкви в Вешняках. Восточнее этой оси был разбит зверинец, прорезанный двумя диагональными просеками с беседкой в центре. Диагональная просека зверинца, симметричная ей диагональная просека западной части («Кусковский просек») и канал образовали трёхлучие запрудной части, в центре которого располагался дворец. Осенью 1752 года выкопано 700 лип в Марковских лесах для посадок в Кусково.
В 1770-е годы под руководством Бланка севернее регулярного парка был разбит «английский сад Гай» с постройками. На его сравнительно небольшой территории построек было множество. Жилой летний дом графа, получивший название «Дом уединения», к которому примыкали молочная ферма — «Метерея» и «Основателева деревня» с четырьмя домиками «поселян». На основе речки Геледенки была образована система живописных прудов, объединённых «быстрым Ручьём». Ручей был расчищен, углублён и обложен по берегам камнем, сделаны отводы и каналы. Пять водоёмов именовались: Локасинский на западе, Безымянный, Длинный, далее — Круглый и на востоке — Озерок, наиболее «глубокий и природный». На берегах прудов стояли беседки, домики, гора Улитка с фигурой Дианы, «Китайская парасоль», «Львиная пещера». Также на территории Гая были построены деревянные здания Портретной галереи и Театра (1787 год).

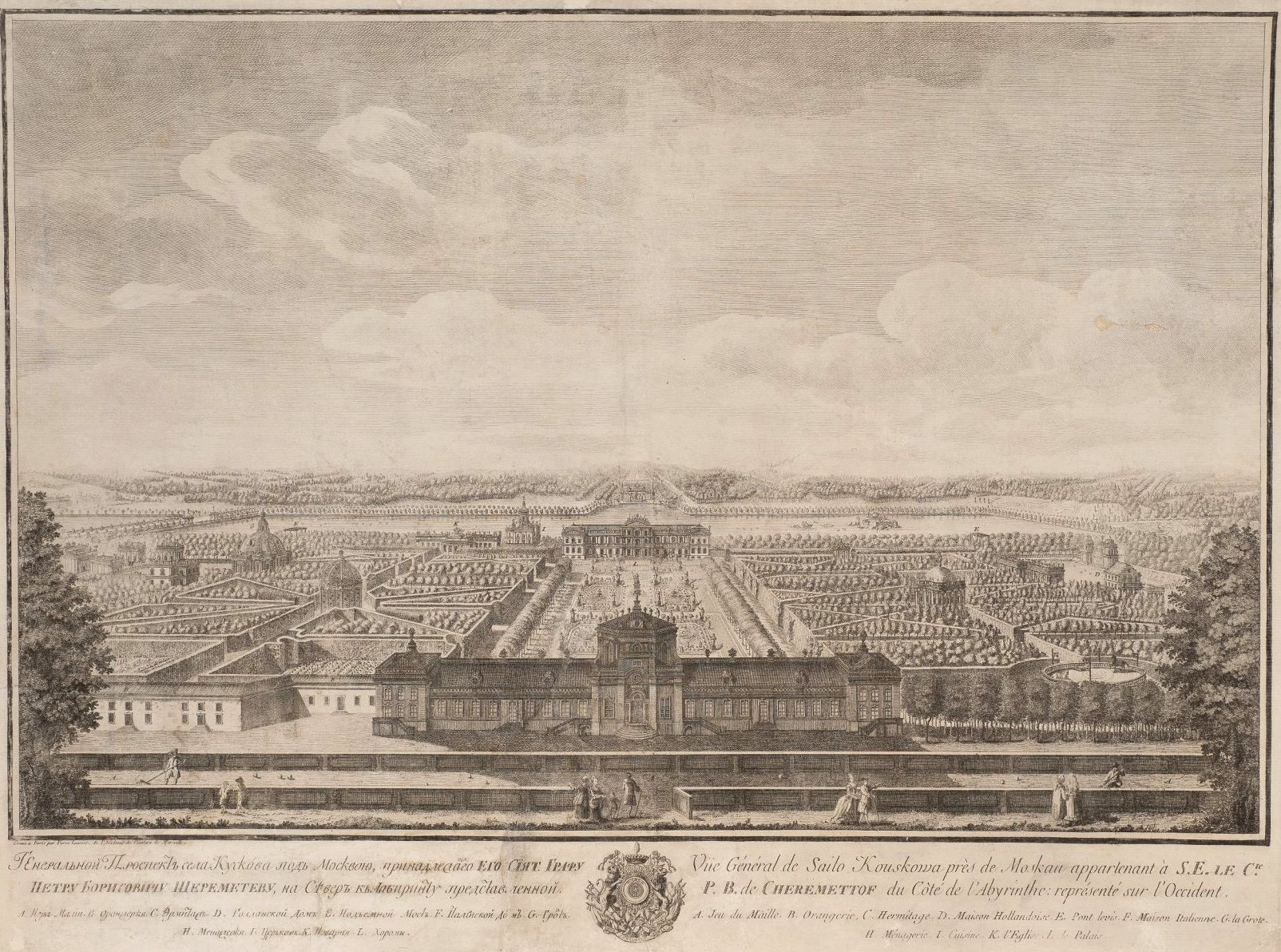
Генеральный проспект села Кусково. 1770-е гг.

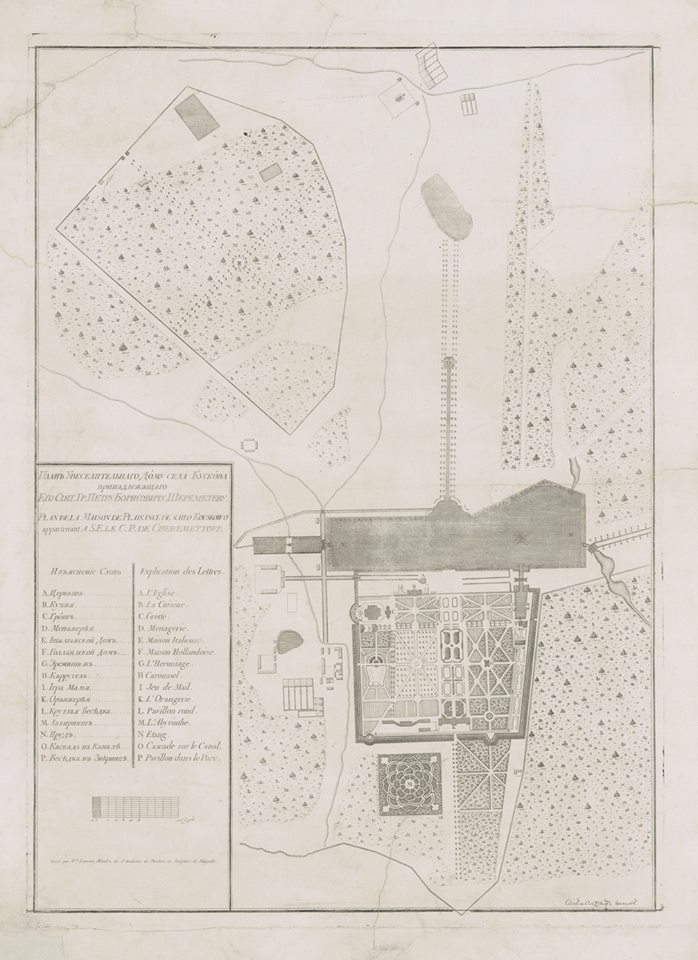
Кусково. План усадьбы. Гравюра 1770-х гг.

В 1775 году был сооружён дворец, доминирующий в архитектурной композиции. Его планировка отвечает модному анфиладному расположению интерьеров, двери всех помещений находятся на одной оси, комнаты раскрываются одна за другой. Все помещения господского дома последовательно объединены в три композиционные группы.
Усадебный комплекс был предназначен для пышных приёмов гостей и увеселений. Для этих целей были выстроены парковые павильоны и беседки, оранжерея и кунсткамера, зверинец и охотничий домик. На кусковском пруду существовала небольшая флотилия гребных судов. Раскинувшаяся на 230 гектарах усадьба в дни особенно торжественных приёмов собирала до 30 тысяч гостей.
За Большой каменной оранжереей располагался английский пейзажный парк Гай, с лабиринтами и прочими постройками. Среди них были Философский дом, храм тишины, индийская хижина, сенной стог, львиная пещера, шомьер (хижина по-французски), и дом уединения, в котором скончался П. Б. Шереметев. Для создания этого парка также пришлось приложить немало усилий: на определённых местах высаживали подобранные по цвету и форме деревья, прорубали аллеи.
Недалеко от нынешнего перекрёстка улиц Вешняковской и Юности располагался знаменитый кусковский театр на 150 мест. Помимо постоянного театра существовала ещё «воздушная сцена» в саду из липовых шпалер с большим амфитеатром на 80-100 мест. "Такой «воздушный театр» был ещё в Нескучном, селе Д. В. Голицына. Место, где находился воздушный театр сохранилось и поныне, оно находится в восточной части регулярного парка.
На территории усадьбы, в те времена, насчитывалось 17 прудов. «Пруды Кускова были полны дорогих рыб; рыбы было столько, что неводом вылавливали зараз по 2000 карасей, а однажды из пруда была вынута раковина с жемчугом; в старину на пруде было несколько рыбачьих хижин, стояли яхты со шлюпками и лодками, был остров с руинами, были матросы в шкиперских кафтанах кофейного и вишнёвого цвета с белыми пуговицами», — писал исследователь старой Москвы Михаил Пыляев.
Достойным обрамлением дворцового комплекса является регулярный парк с красивыми прудами и мраморной скульптурой.
В 1775 и 1787 годах Кусково посещала Екатерина II, польский король Станислав Понятовский и австрийский император Иосиф II.
В 1801 году императорская семья посетила Кусково во время торжеств по случаю коронации Александра I.
В 1803 году во время путешествий по Подмосковью в усадьбе останавливался на ночлег Николай Карамзин. Свои впечатления об усадьбе он оставляет в первом письме из Коломны:
«Теперь Кусково может завидовать Останкину, которое в самом деле лучше местоположением; первое есть старинное поместье Шереметевых, а второе досталось им от Черкасских. Славные останкинские кедры присланы из Сибири князем Михаилом Яковлевичем Черкасским; он был в Тобольске губернатором. Вообще можно сказать, что наши старинные бояре для сельских жилищ своих не искали живописных мест, которых довольно в окрестностях Москвы. Один Кирила Полиектович Нарышкин умел выбрать несравненное Кунцево на высоком берегу Москвы-реки, где представляется взору самый величественный амфитеатр. У нас и ныне обыкновенно думают, что в деревнях надобно садить аллеи, рыть пруды, строить беседки; у всякого свой вкус, но я люблю те места, которые для своей приятности не требуют никаких искусственных украшений. Люди небогатые, ленивые, а может быть, и некоторые люди со вкусом пристанут к моему мнению. Чего стоил Кусковский пруд? Хорошо взглянуть на него, но здорово ли жить на берегу страшной водяной массы, почти неподвижной? Река чистит воздух, большой пруд наполняет его только вредною сыростию. Кусковские сады, где глаза мои видали некогда столько людей, представили мне довольно печальных мыслей! Там, в главной аллее, выставлялись прежде все померанцевые деревья из оранжерей: она казалась уголком Гишпании. Теперь все уныло и пусто» (Путешествіе вокругъ Москвы).
Во время Отечественной войны 1812 г. Кусково было занято корпусом маршала Мишеля Нея. В Кусково базировался офицерский состав Наполеоновской армии. Многие ценности после визита французских войск бесследно пропали. Были сорваны тканные обои стен дворца, частично разбита парковая скульптура.
17(29) мая 1835 года император Николай посетил Кусково со своей супругой Александрой Фёдоровной, отметил, что находит дом сей почти в таком же виде, как и прежде 30 лет назад, несмотря на размещение французских войск в 1812 году.
В 1880-е годы в усадьбе проходила реконструкция и работы по благоустройству. Сергей Дмитриевич Шереметев пригласил только что окончившего Петербургское строительное училище гражданского инженера Николая Владимировича Султанова. Ремонтировался Дворец и все парковые павильоны — Швейцарский, Голландский, Итальянский, Эрмитаж. 15 мая 1886 года Кусково посетил император Александр III вместе с супругой Марией Фёдоровной, наследником престола цесаревич Николай, великими князьями Георгий, Алексей и Павел Александровичи, Сергей Александрович с супругой Елизаветой Фёдоровной.

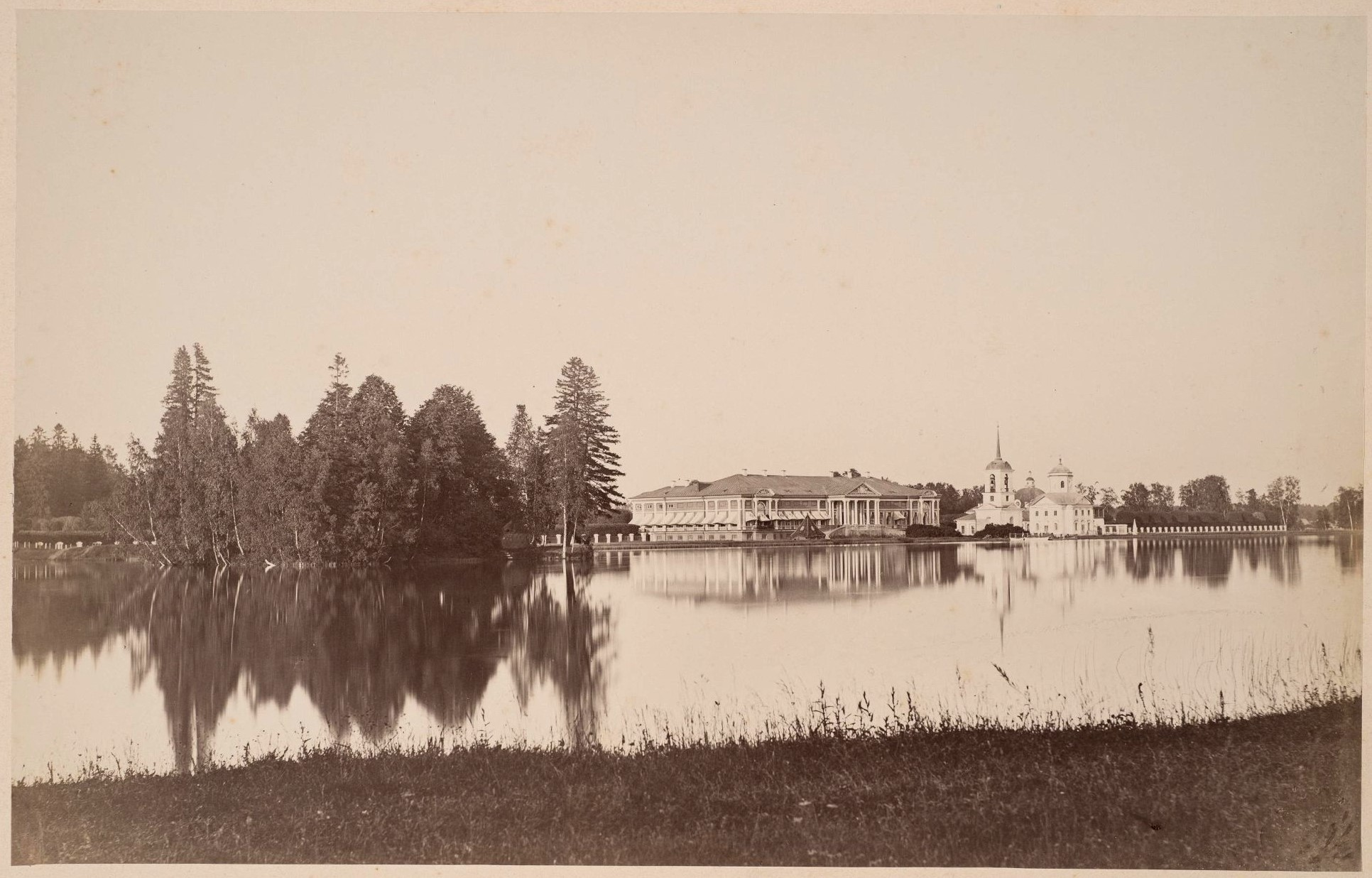
Панорама усадьбы Кусково. 1885—1889 гг.
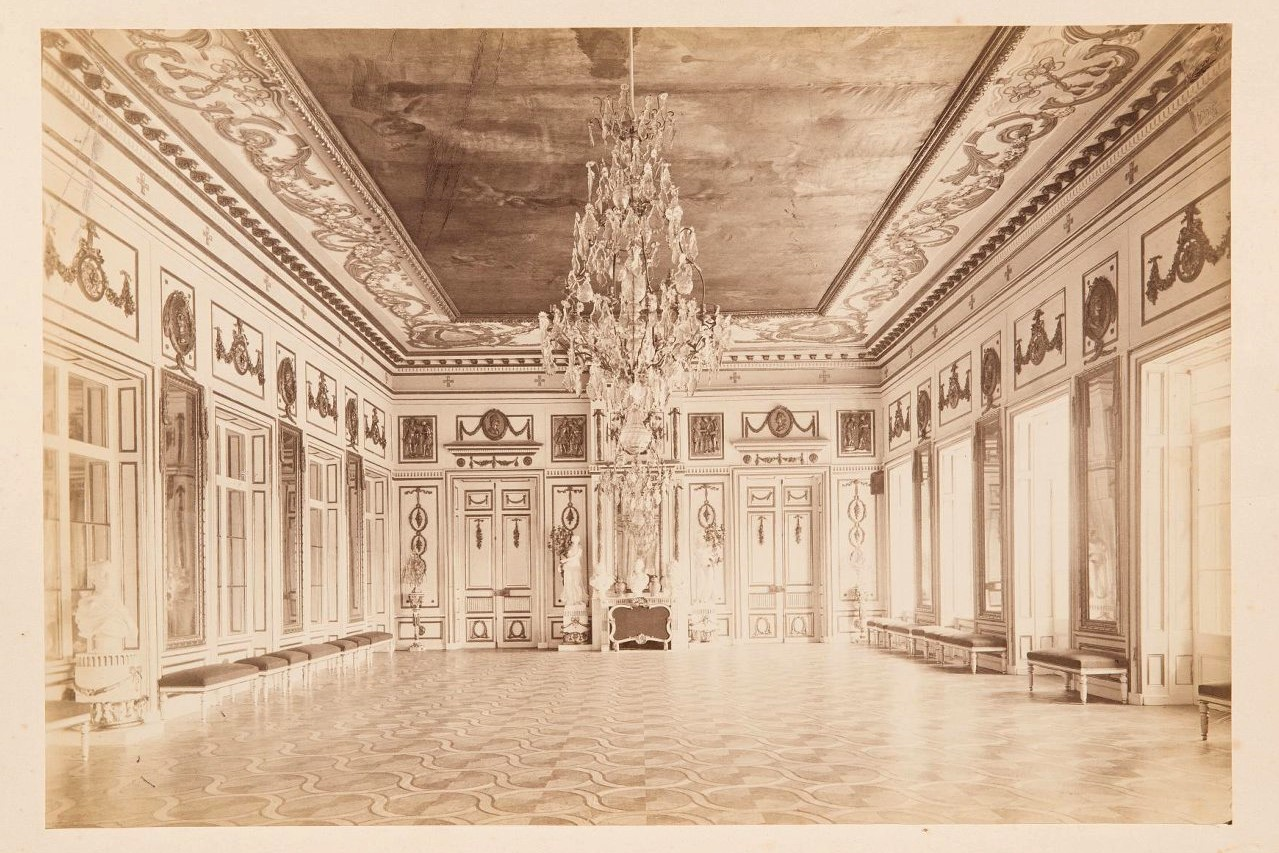
Большой дворец. Танцевальный зал. Около 1886 года
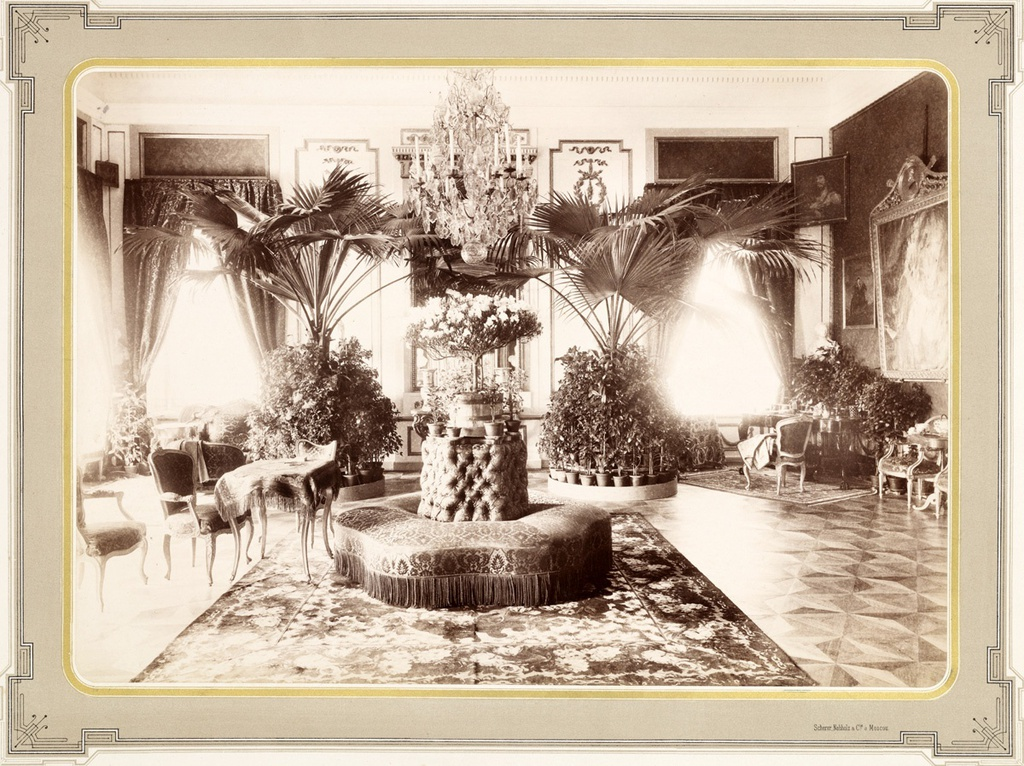
Большой дворец. Малиновая гостиная.  Около 1886 года
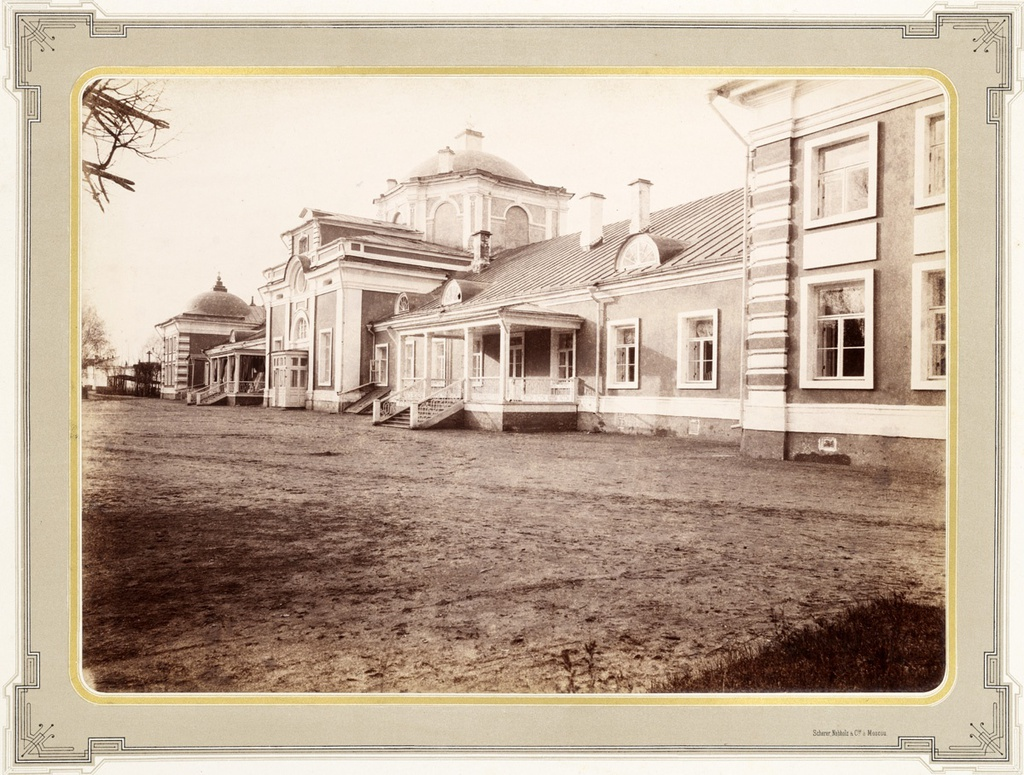
Усадьба Кусково. Северная сторона Большой каменной оранжереи. Около 1886 года
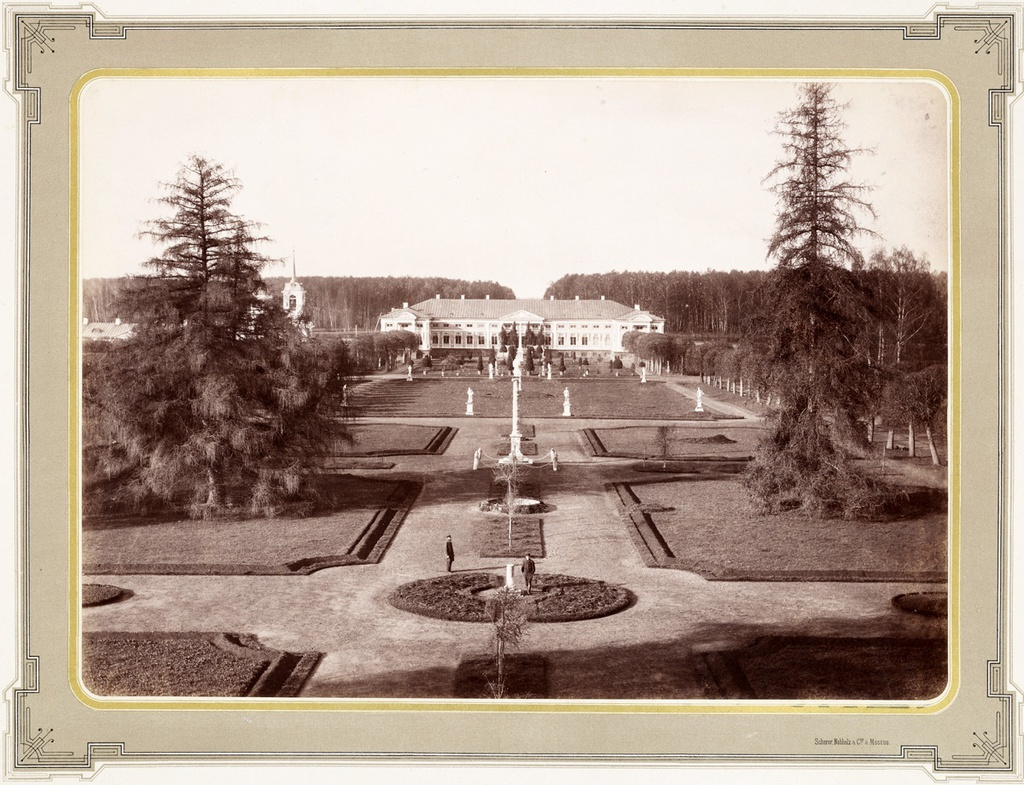
Усадьба Кусково. Партер со стороны Оранжереи. 1886 год
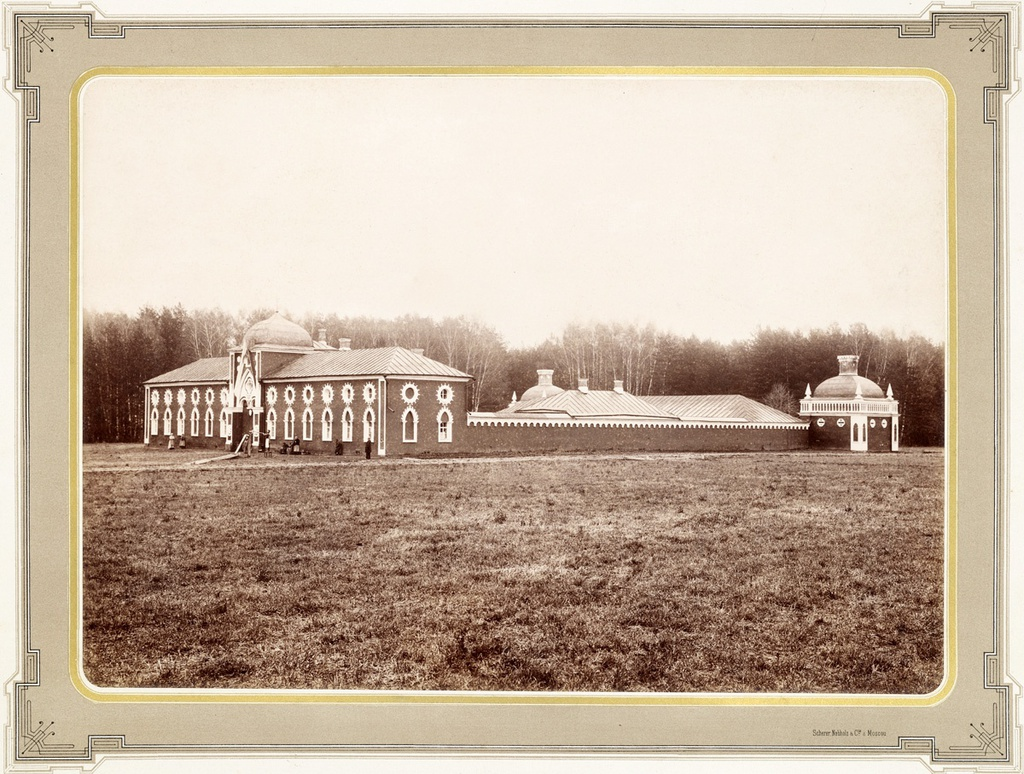
Усадьба Кусково. Псарный двор. 1886 год
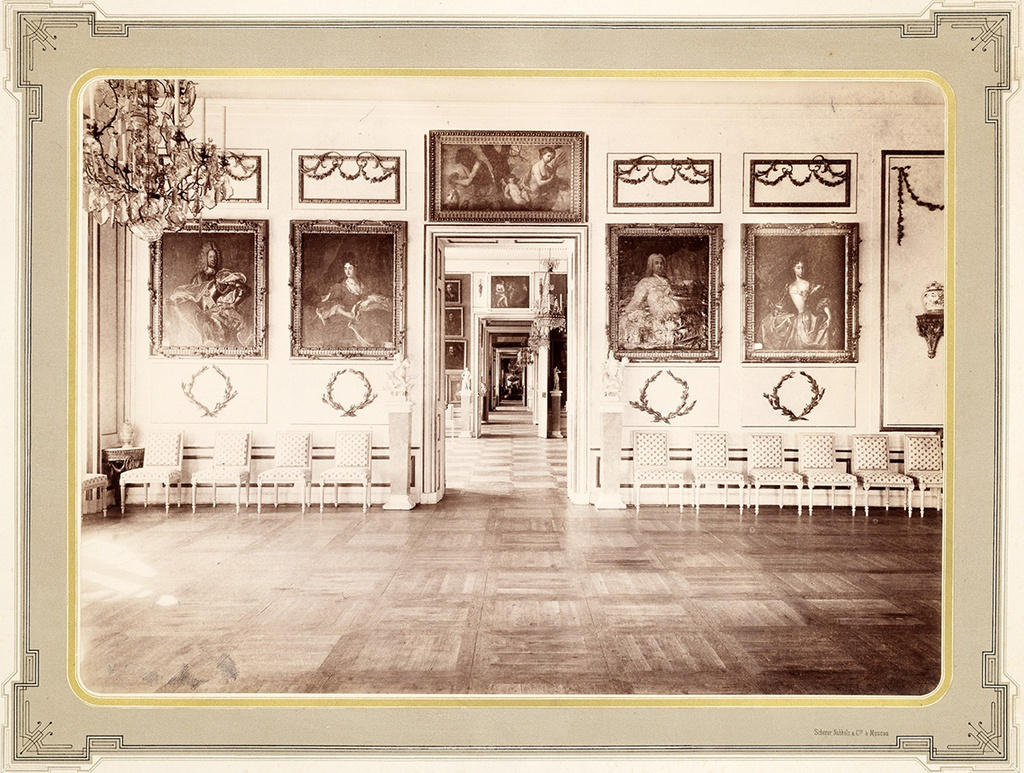
Большой дворец. Парадная столовая. Около 1886 года
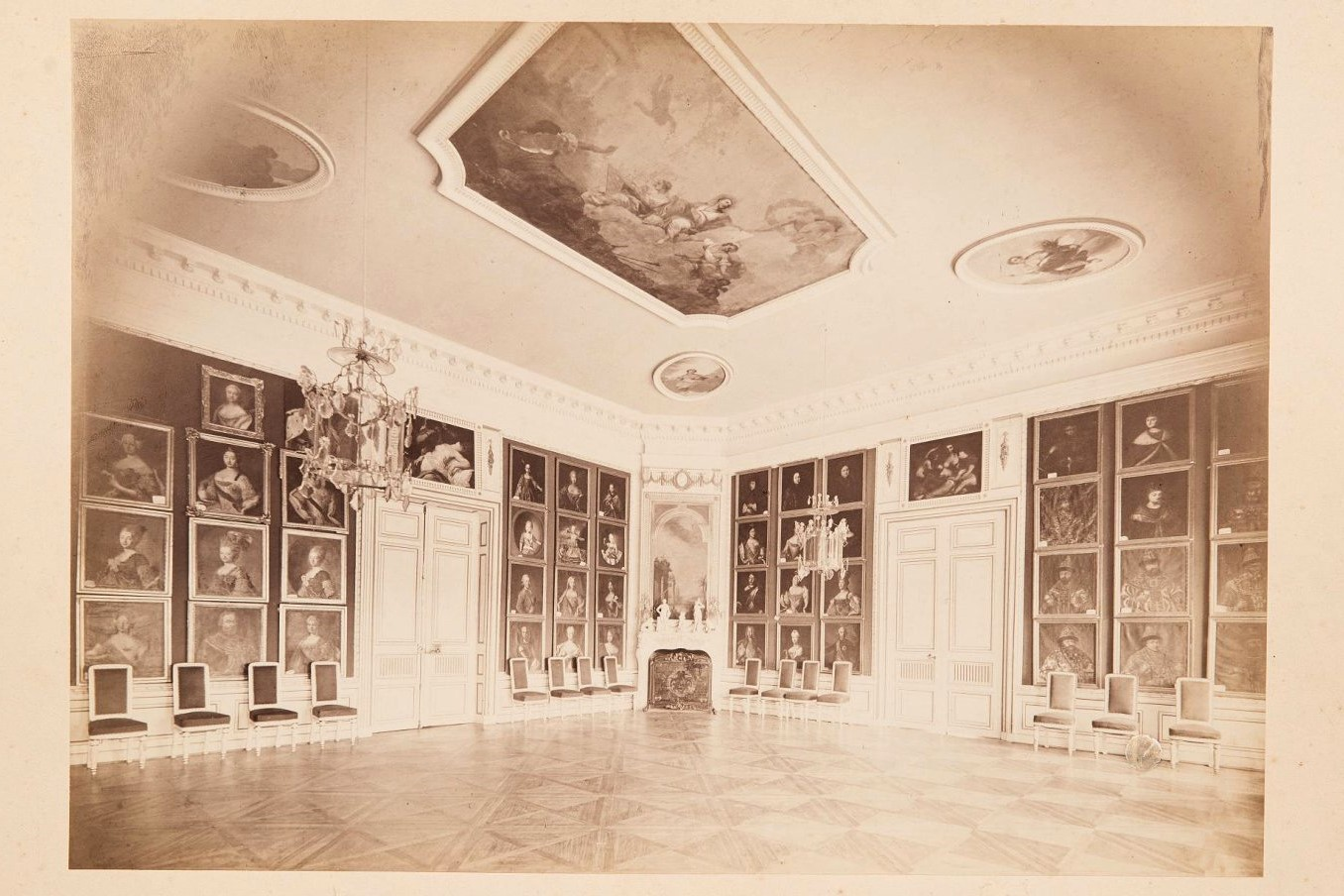
Большой дворец. Биллиардная с портретной галереей. Около 1886 года

### В XX веке
В 1918 году Кусково получило статус музея-усадьбы, в музейные экспозиции включены коллекции фарфора, керамики и стекла Государственного музея керамики, переведённого в Кусково в 1932 г. В годы Великой Отечественной войны на территории усадьбы были устроены казармы, в которых жили курсантки располагавшейся в посёлке Вешняки Центральной школы инструкторов снайперской подготовки. С 1960 года усадьба Кусково — в черте Москвы.
В 2013 году завершена реставрация павильона Эрмитаж, с осени в павильоне началось экспонирование выставок с предметами из Музея Керамики. В 2017—2019 годах в музее проходили масштабные реставрационные работы. В 2019 году после реставрации открыт павильон Грот. Наиболее полно было восстановлено ракушечное убранство интерьеров, утраченное за годы бытования памятника. Специалистами Всероссийского художественного научно-реставрационного центра (ВХНРЦ) им. И. Э. Грабаря велась работа над реставрацией не имеющих аналогов в музеях нашей страны «гротических» глиняных скульптур и сюжетных панно, инкрустированных ракушками, кораллами, перламутром. Это была первая, за всю столетнюю историю музея, комплексная реставрация всей коллекции павильона (в XX веке работы ограничивались лишь поддержанием памятника и консервацией ракушечного декора).
Основной ценностью в декоре кабинетов является отделка из 24 видов раковин тропических морей (Средиземного и Чёрного морей, Индийского, Атлантического и Тихого океанов). Впервые состоялось восполнение раковин Грота, представлявшее особую сложность в их идентификации и получении в необходимом объёме (некоторые виды раковин оказались занесёнными в Красную книгу).
В 2019 году проходили реставрационные работы Голландского домика, фасадов Дворца, Итальянского домика. На 2025 год ведётся реставрация Швейцарского домика и колокольни, Американская оранжерея закрыта в ожидании реставрации.
В 2024 году к территории музея-усадьбы "Кусково" был присоединен лесопарк Кусково.

## Архитектурный ансамбль усадьбы

### Дворец/Большой дом (1769—1775)

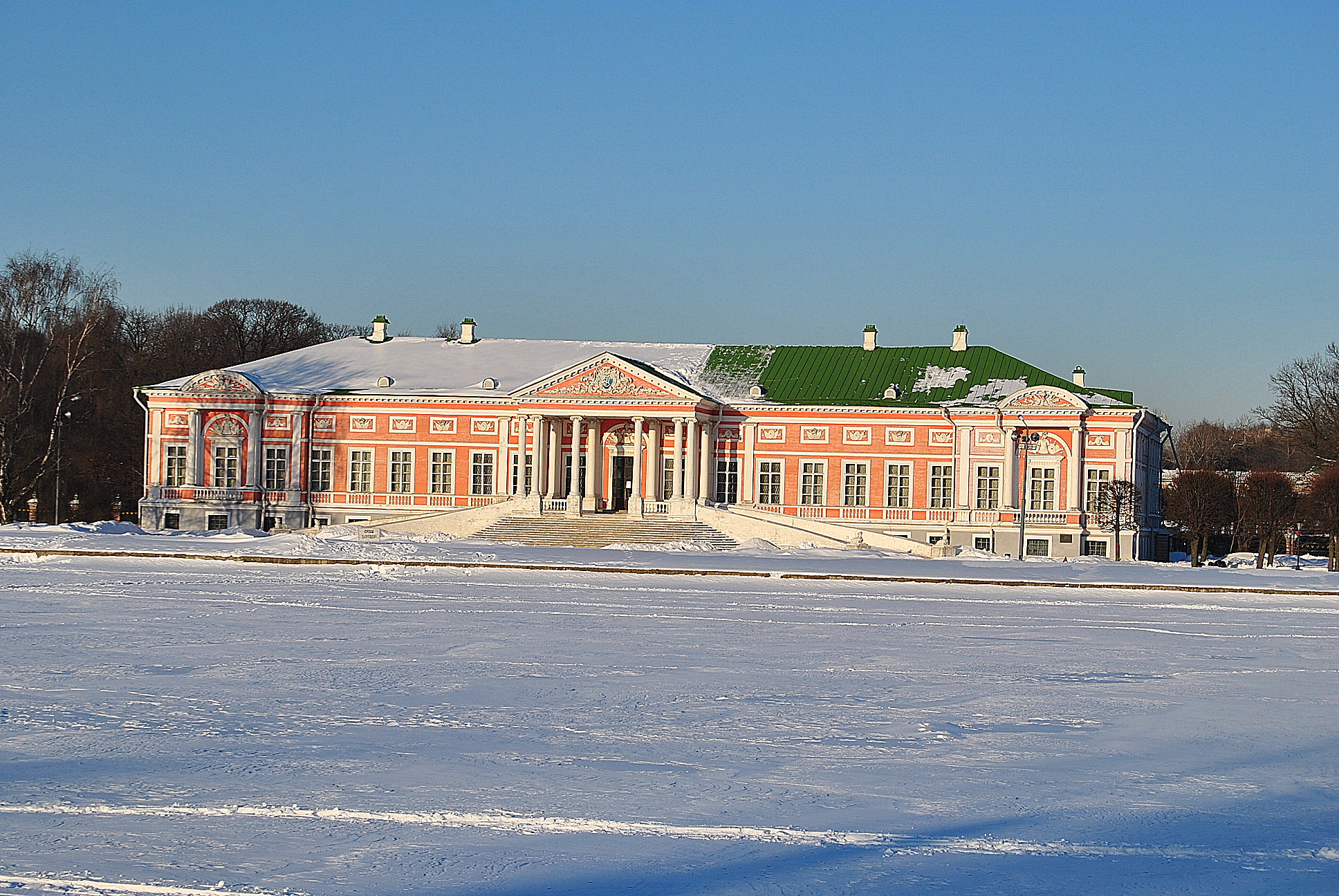
Вид на Дворец со стороны пруда

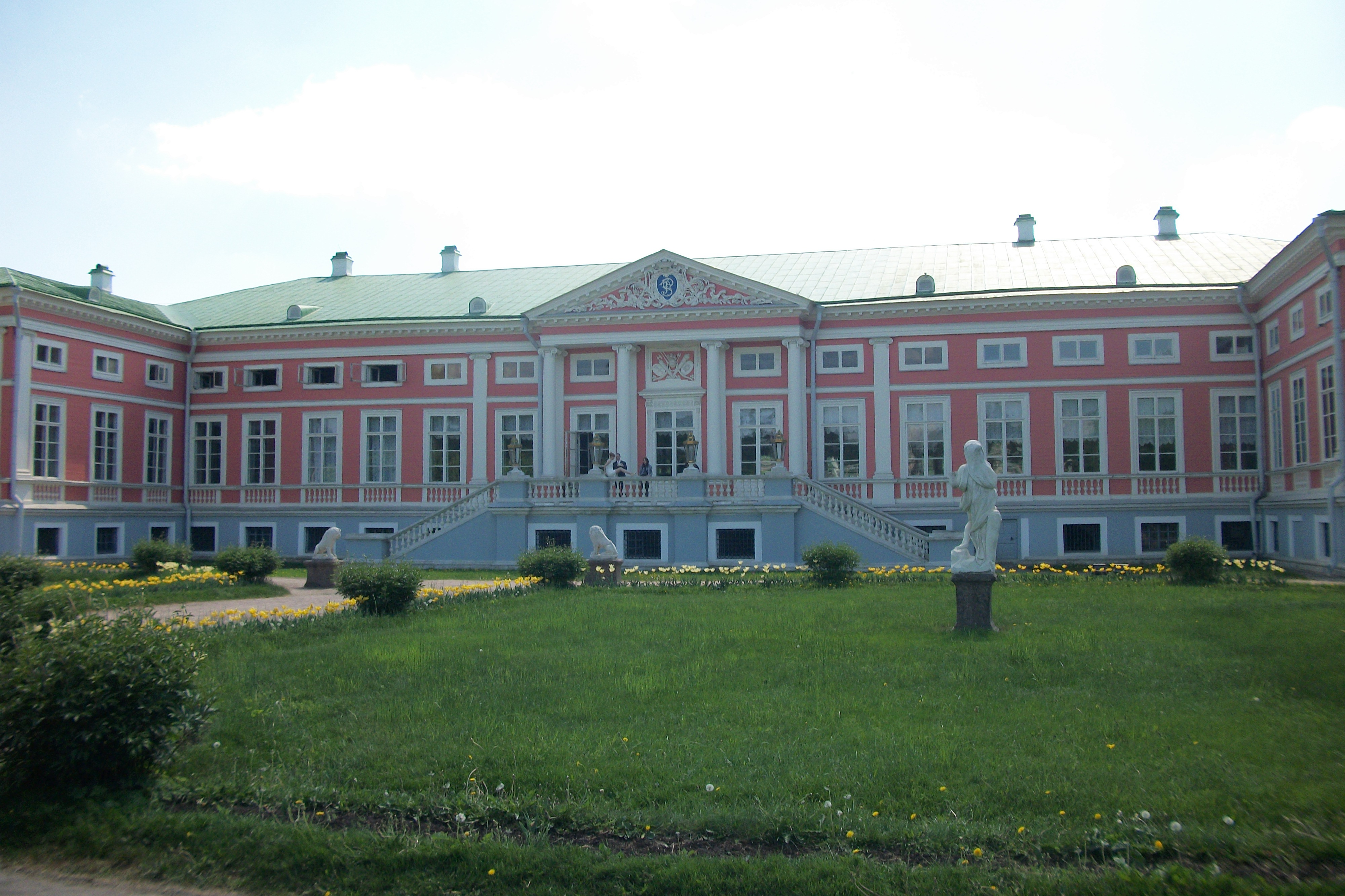
Вид на Дворец со стороны партера (север)

Дворец — главное сооружение в загородной увеселительной усадьбе графа Петра Борисовича Шереметева в Кускове. «Большой дом», как называли дворец в XVIII веке, строился в 1769—1775 годы и был предназначен для торжественного приёма гостей в летнее время.
Построенный из дерева в традициях русского зодчества, он имеет два этажа — парадный и антресоли, на высоком каменном цоколе, где размещались винные погреба и хозяйственные помещения. Архитектор дворца точно не установлен. Он строился под руководством Карла Бланка с использованием чертежей французского архитектора Шарль Де Вайи. Летний дворец графа П. Б. Шереметева — редкий образец загородного дома, полностью сохранившего до наших дней архитектурно-пространственное решение, а также подлинные элементы интерьеров: дощатые полы, печи и камины; декоративную живопись, резьбу по дереву и лепнину из папье-маше; зеркала и осветительные приборы. В создании интерьеров принимали участие приглашённые иностранные художники, скульпторы, резчики, а также русские вольные и крепостные мастера.

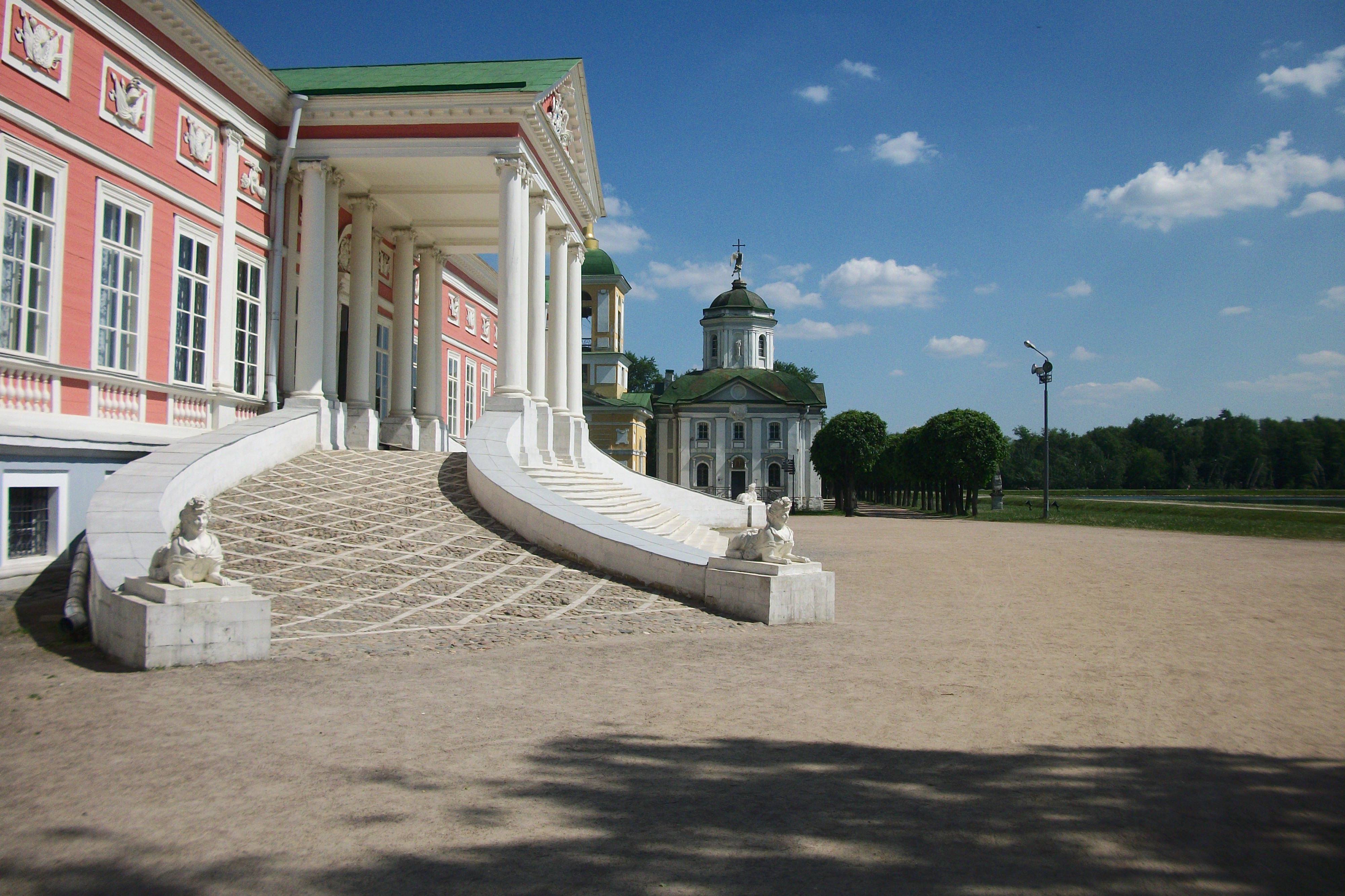
Парадный двор и церковь

Архитектура усадебного дома, выстроенного в стиле раннего русского классицизма, вместе с тем, типична для каменных дворцовых построек второй половины XVIII века. Его фасад украшают три колонных портика: центральный — самый большой и торжественный, фронтон которого заполнен пышной резьбой по дереву вокруг вензеля «PS» под графской короной (см. илл. →); боковые портики с лучковыми (полукруглыми) фронтонами украшены резными военными атрибутами. К парадному входу дворца ведёт центральный марш белокаменной лестницы и пологие пандусы — спуски для въезда карет. Пандусы фланкируют фигуры сфинксов — фантастических существ с женскими головами и львиными туловищами.
В 1976—1983 гг. — проведена комплексная реставрация интерьеров Дворца. Художественное убранство и обстановочный комплекс восстановлены согласно описям 1780-90-х годов. По имеющимся образцам и аналогам воссоздано утраченное в XIX веке тканное убранство стен и мебели.

### Итальянский домик (1755)
Объект культурного наследия № 7710966005

Был выстроен в 1754—1755 годах при участии Ю. И. Кологривова, получившего архитектурное образование в Риме. В структуре усадебных праздников Итальянский домик выполнял функцию дворца для «малых приёмов». И, одновременно, в убранстве павильона находил отражение характерный для XVIII века интерес к собиранию «раритетов», редких произведений искусства, что придавало маленькому дворцу своеобразие музея.
Во внешнем облике павильона легко угадывается назначение каждого из двух этажей. Дворцовый характер интерьеров второго этажа находит выражение в архитектуре фасада: высоких оконных проёмах, ажурных ограждениях лоджии и балкона, завершении карниза нарядной балюстрадой. Небольшие же помещения первого этажа, зрительно более низкого, с квадратными окнами, были предназначены для размещения «раритетов»: редкостных картин из бисера и цветного мрамора, моделей иерусалимской и вифлеемской церквей в стеклянных футлярах, античной скульптуры и многого другого.

### Голландский домик (1749)

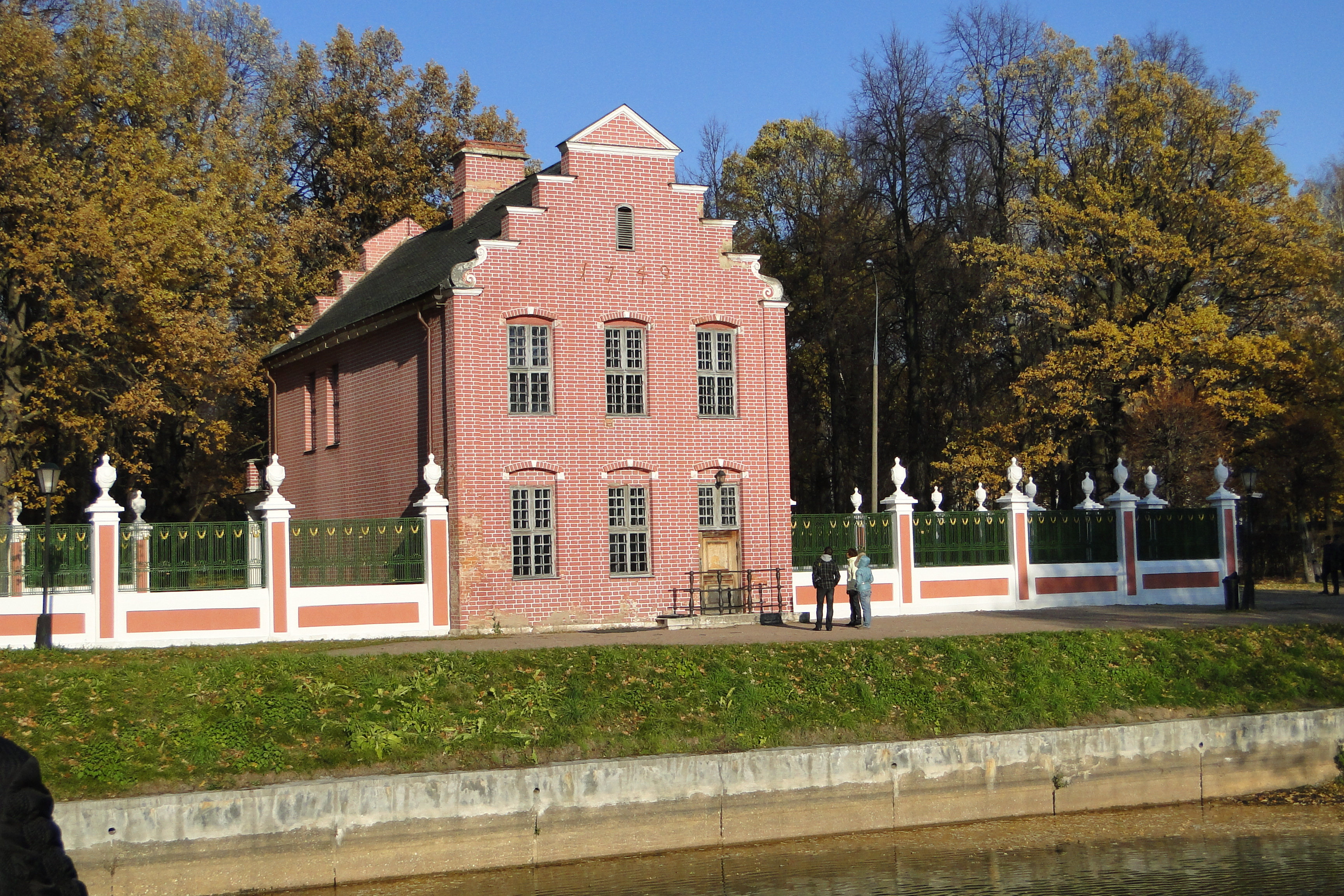
Голландский домик

Голландский домик — находится на берегу пруда двухэтажный садовый павильон с кухней на первом этаже и гостиной на втором. Согласно указанной на фасаде дате, строительство домика началось в 1749 году. Строение возведено в лаконичном стиле голландских построек XVII века, в том же стиле выполнена отделка внутренних помещений керамической плиткой. Домик представляет собой имитацию голландского жилища и он использовался как увеселительный павильон. Беседки по сторонам пруда (разобранные в XIX в.) и сад с огородом, расположенные вокруг павильона, были призваны создавать иллюзию улицы, находящейся на берегу канала. Экспозиция Голландского домика включает несколько фигур-обманок XVIII века. Подобный домик есть в другой подмосковной усадьбе, Вороново.
В середине 1970-х годов домик был снят в эпизоде художественного телефильма "Здравствуйте, я ваша_тётя!" в качестве английского особняка, где по сценарию происходят основные события в фильме.

### Павильон «Грот» (1756—1761/75)

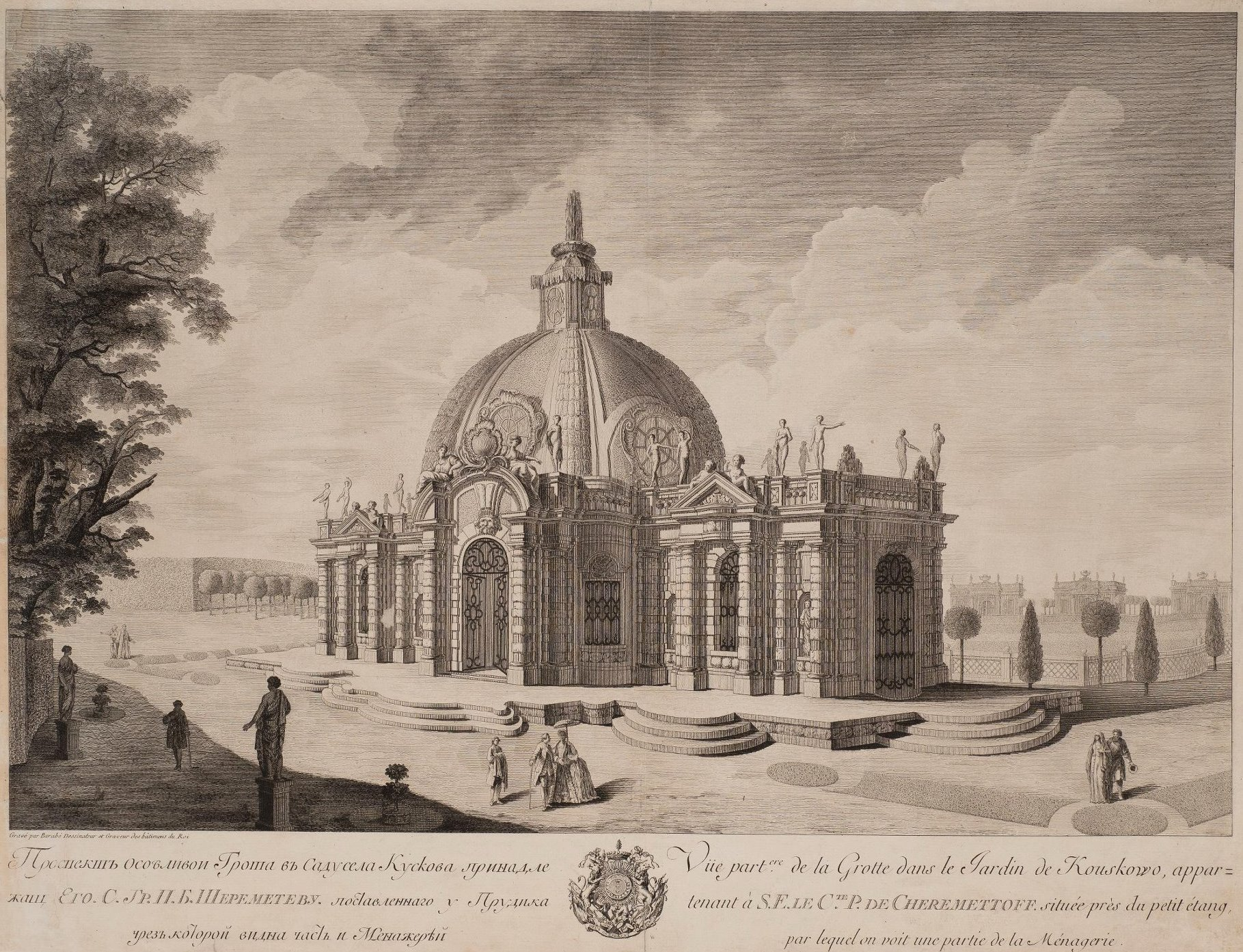
Вид Грота в саду села Кусково. Офорт Барабе по рисунку М. И. Махаева. 1770-е гг.

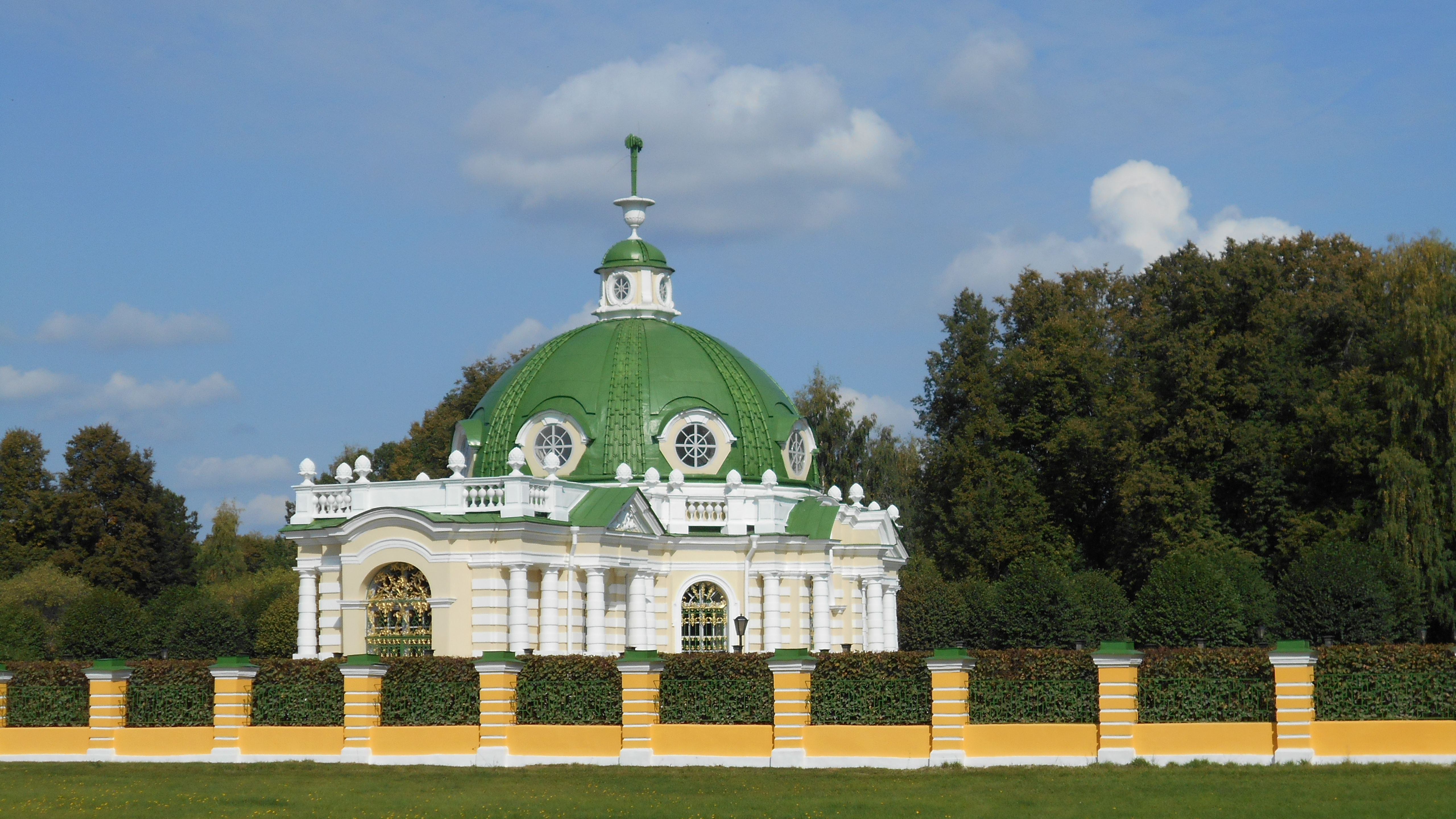
Павильон Грот в настоящее время

Одно из самых интересных сооружений в Кусково — Грот, построенный в 1756—1761 годах под руководством Фёдора Аргунова. Традиция строительства садово-парковых павильонов подобного типа зародилась в XVI веке в Италии. Гроты, декорированные раковинами, зеркалами и стеклом, а также туфом, возводились у водоёмов и использовались как купальни. В странах с более суровым климатом, где такие павильоны стали строиться несколько позже, они служили помещениями для торжественных приёмов (как, например, грот в Версале) или хранилищами-кунсткамерами и выставочными павильонами (гроты Летнего сада и парка в Царском селе соответственно). Подавляющее же большинство гротов Северной Европы использовались как места отдыха в жаркие дни. Популярностью подобные сооружения пользовались до конца XVIII века.
Каменный павильон — один из лучших русских образцов стиля рококо в России и один из двух гротов (второй — царскосельский), сохранившихся в России. Грот — единственный в России павильон, сохранивший свою уникальную «гротическую» отделку с XVIII века, является самым экзотическим среди архитектурных сооружений Кускова.
Павильон находится в юго-восточной части кусковского парка. Поставленный на стилобат с причудливо изогнутыми линиями ступеней, которые изображают растекающуюся перед гротом воду, он занимает западный берег пруда. Павильон-грот появился в Кусково в первой половине XVIII века и изначально был деревянным. Его первое документальное упоминание относится к 15 декабря 1750 года, когда было принято решение снести деревянное строение. Точное время начала работ по возведению каменного павильона неизвестно, старый существовал в Кусково до 1754 года. Отделка интерьеров каменного грота была завершена в 1761 году.
Здание барочной архитектуры с центральной частью, увенчанной куполом, завершённым фонариком в четыре грани. На фонарике был поставлен вазон, из которого бил фонтан. Основание купола прорезано круглыми люкарнами, обведёнными золочёной резьбой. По верху павильон был обведён парапетом с балясинами, на котором размещалась скульптура, скульптурой украшены и фронтоны фасадов — в центре лучковый и треугольные с обеих сторон. Тридцать две муфтированные колонны фасада придают облику здания необычную экспрессию. В восьми нишах установлены статуи. Над окнами — маскароны в виде львиных морд. Оконные и дверные проёмы закрывались позолоченными решётками. Фасад был выкрашен охрой с побелкой архитектурных деталей, купол — краской зелёных тонов. В середине семидесятых годов статуи на парапете сменили вазоны, а стилобат был разобран. Судя по изображениям начала XIX века на куполе уже не было вазона с фонтаном. В настоящее время в нишах-экседрах фасадов установлены скульптуры из белого камня, изображающие Юнону, Венеру, Меркурия, Флору, Диану и Цереру.
Декорирование интерьеров было процессом сложным и длительным. Около четырнадцати лет (1761—1775) с перерывами. Работу выполнял «гротических дел» мастер немец Иоганн Фохт, нанятый графом П. Б. Шереметевым по «заключённому контракту». 6 июня 1765 года был заключён контракт на отделку северного кабинета, а в январе 1771 года — южного. В Гроте три помещения — центральный зал, расписанный под розовый и зелёный с красными прожилками мрамор, и два кабинета — северный (более скромный) и южный, выдержанные, соответственно, в холодной и тёплой цветовых гаммах. Интерьеры Грота, представленного как подводная пещера, олицетворяющего, по замыслу создателя, стихию камня и воды, украшают декоративные гирлянды с лентами и бантами, характерные для рокайльного убранства в сочетании с военной арматурой. Причудливые изгибы фантастических растений чередуются полосками рыбьей чешуи, изображениями диковинных животных, птиц и рыб, и узорами из 24 видов раковин моллюсков («тонна шлем», «пинна благородная», «арка ноэ», «пеликанья нога», «морское ухо», «астрея ругоза» и др.) на фоне белого, жёлтого и розового туфа. Гипсовый декор вторит перламутровым разводам раковин. Всего в оформлении Фохт использовал раковины моллюсков около 40 видов, в том числе 7 вымерших к настоящему времени. В композиции включены, как напоминание о потустороннем мире, скелеты птиц и животных. Размещение в нишах деревянных и глиняных кукол в половину человеческого роста, убранных морскими и речными раковинами, купленными графом П. Б. Шереметевым в 1775 году специально для Грота, «оживляет» нарядные кабинеты. Ракушечная скульптура, воспринимаемая в России как раритет, представляет собой уникальные произведения западноевропейских мастеров II половины XVIII века, не имеющая аналогов в России.
За годы своего существования Грот неоднократно ремонтировался, его экстерьер и интерьер подвергались многочисленным переделкам. После революции 1917 года и Гражданской войны грот пришёл в запустение. До 1927 года он был открыт для доступа в летние сезоны, в последующее десятилетие был закрыт, но не охранялся. Все эти годы продолжалось обветшание павильона. В 1937—1938 годах Грот реставрировался, однако работы не имели научной основы, их характер определяется как «аварийные ремонтные работы». Первая научная реставрация началась в 1939 году под руководством архитектора Н. Н. Соболева, однако работы были прерваны в связи с началом войны.
Последняя по времени (по состоянию на 2021 год) реставрация павильона началась в конце 2017 года по заказу ГКУ «Технический центр Департамента культуры города Москвы». По проекту Грот должен быть восстановлен в том виде, в котором существовал в 1780-е годы, с максимальным сохранением авторского замысла. Были отреставрированы деревянные стропильные конструкции кровли кабинетов (со сменой кровельного покрытия) и центрального зала. На фасадах восстановлены лепной декор, белокаменные архитектурные детали (колонны, подоконники), металлические решётки, детали балюстрады. Довольно сложные задачи стояли перед исполнителями работ при реставрации скульптур в нишах западного и восточного фасада. Была изучена степень сохранности белого камня, поражённого грибком и покрытого слоями грязи и мха, и проведена его консервация. Кирпичная кладка стен была частично восстановлена, отреставрировано штукатурное покрытие. Заменены обветшавшие заполнения дверных и оконных проёмов. При реставрации декора интерьера были использованы около 150 тысяч раковин.

### Павильон Эрмитаж (1765—1767)
Павильон в годы расцвета усадьбы был предназначен только для избранных — друзей хозяина поместья, желавших уединиться во время балов, которые устраивал граф Шереметев. На второй этаж можно было попасть только с помощью подъёмного механизма. Первый этаж предназначался для прислуги — подача напитков, закусок и прочего осуществлялась изящно сервированным подъёмным столом.
Как и другие парковые павильоны, в XVIII веке Эрмитаж использовался для приёма гостей, а название его подчёркивало назначение павильона, предназначенного для увеселения и развлечений в тесном кругу избранного общества. К тому же, его оригинальное устройство позволяло уединиться на втором этаже без прислуги. Подобные «эрмитажи» были тогда чрезвычайно модными.
На сегодняшний день в России сохранилось всего три парковые постройки данного типа: петергофский (1721—1724), царскосельский (1743—1753) и кусковский Эрмитажи.
Эрмитаж был построен в 1765—1767 годах, под «смотрением» Карла Ивановича Бланка, известного московского архитектора. Особенностью данной постройки является тесное сплетение нескольких стилей. На плавные, округлые формы фасадов наложена строгая, выверенная ордерная система классицизма, в которой, однако, присутствуют и барочные черты, например расположенные в специальных нишах под карнизом алебастровые бюсты римских цезарей.
В начале 1980-х при реконструкции исторического облика была восстановлена оградка фриз по периметру крыши и статуя на куполе. В 2013 году павильон Эрмитаж был открыт для посетителей. Внутри него проводятся выставки Государственного музея керамики.

### Большая каменная оранжерея (1761—1763)

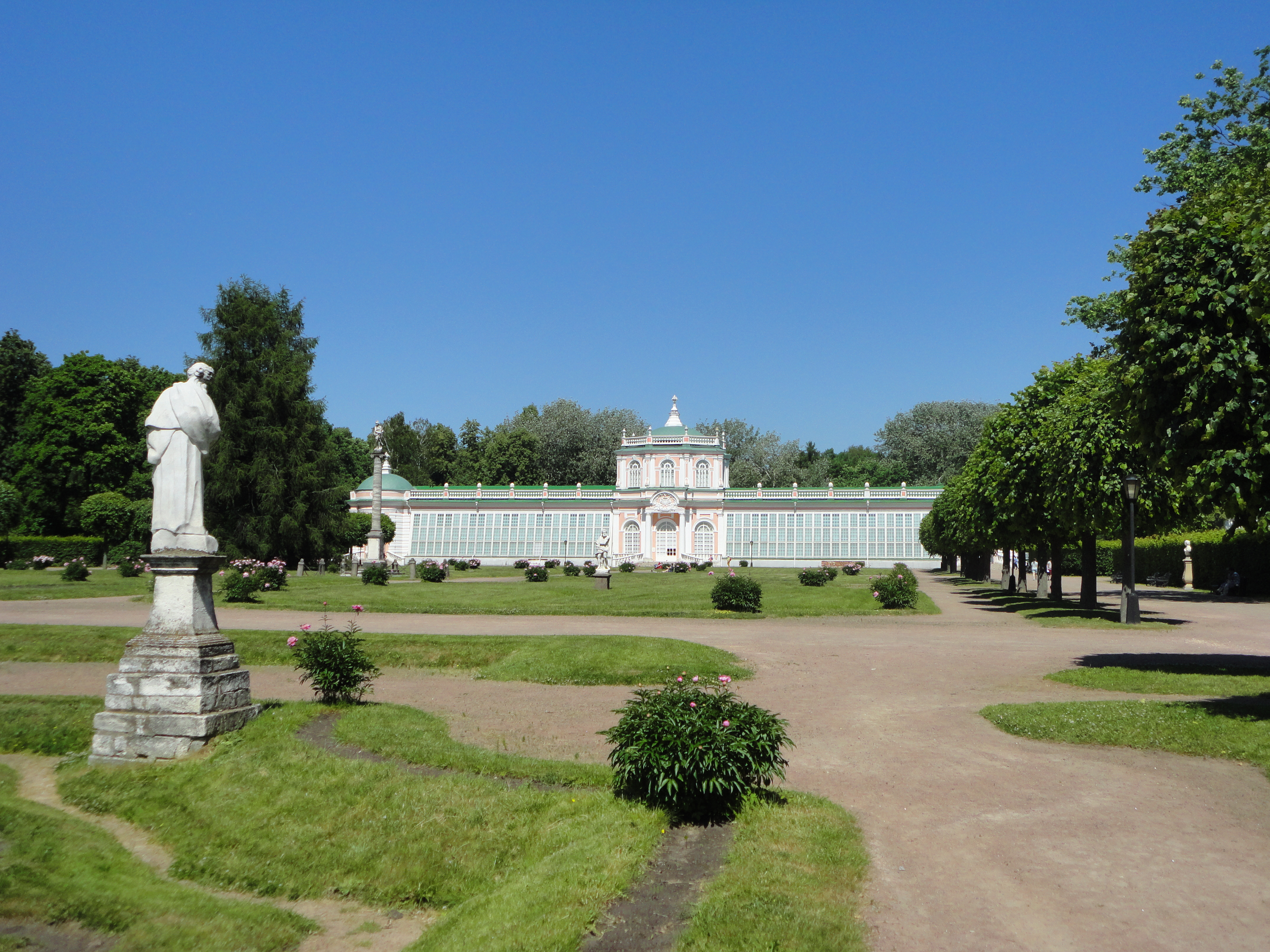
Большая каменная оранжерея

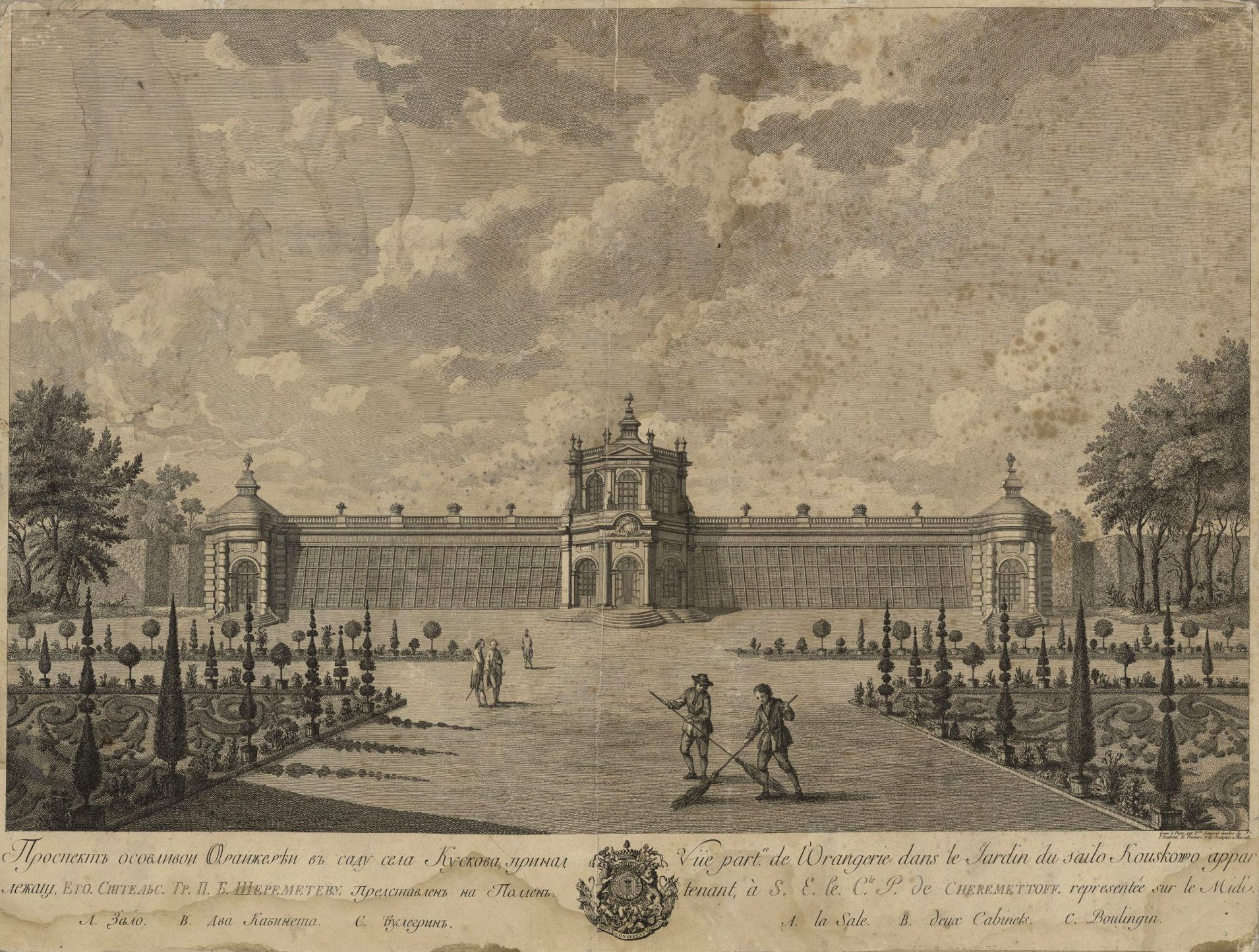
«Проспект Оранжереи в саду села Кускова, принадлежащем Его Сиятельству Графу Петру Борисовичу Шереметеву. Представлен на Полдень» Грав. П. Лорана. 1771—1774 гг.

К 1763 году была сооружена Большая каменная оранжерея по проекту крепостного архитектора Фёдора Аргунова — самый большой павильон дворцово-паркового ансамбля усадьбы. Помимо прямого функционального назначения она использовалась и для приёма гостей: наряду с остеклёнными галереями для растительных экзотов в центре Большой каменной оранжереи был устроен «воксал» — небольшой круглый зал для танцев с хорами для музыкантов. В боковых ризалитах располагались комнаты для игр и приют садовника.
Сегодня в залах оранжереи развёрнуты экспозиции Государственного музея керамики.

### Американская оранжерея (1750-е гг., современная реконструкция)
Была построена неизвестным архитектором в 1750-е годы в северо-восточной части регулярного парка. «Каталог растений» 1786 года разъясняет термин «Американская оранжерея» как постройка «большого тепла», которая представляет собой сооружение на каменном фундаменте с различным наклоном крыш, «лежачих и стоячих» оконных рам, ориентированных на юг, юго — восток и юго — запад. Угол наклона рам был тонко рассчитан для оптимального использования солнечных лучей, особенно в зимнее время. Подобные конструкции обеспечивали разнообразный тепловой и световой режим, необходимый для выращивания тропических растений. Для лучшего поглощения солнечного света использовали простое зеленоватое стекло, оранжерея имеет исключительно утилитарное назначение. На момент зимы 2024 года здание закрыто на реставрацию.

### Швейцарский домик (1870-е, архитекторНиколай Бенуа[13])

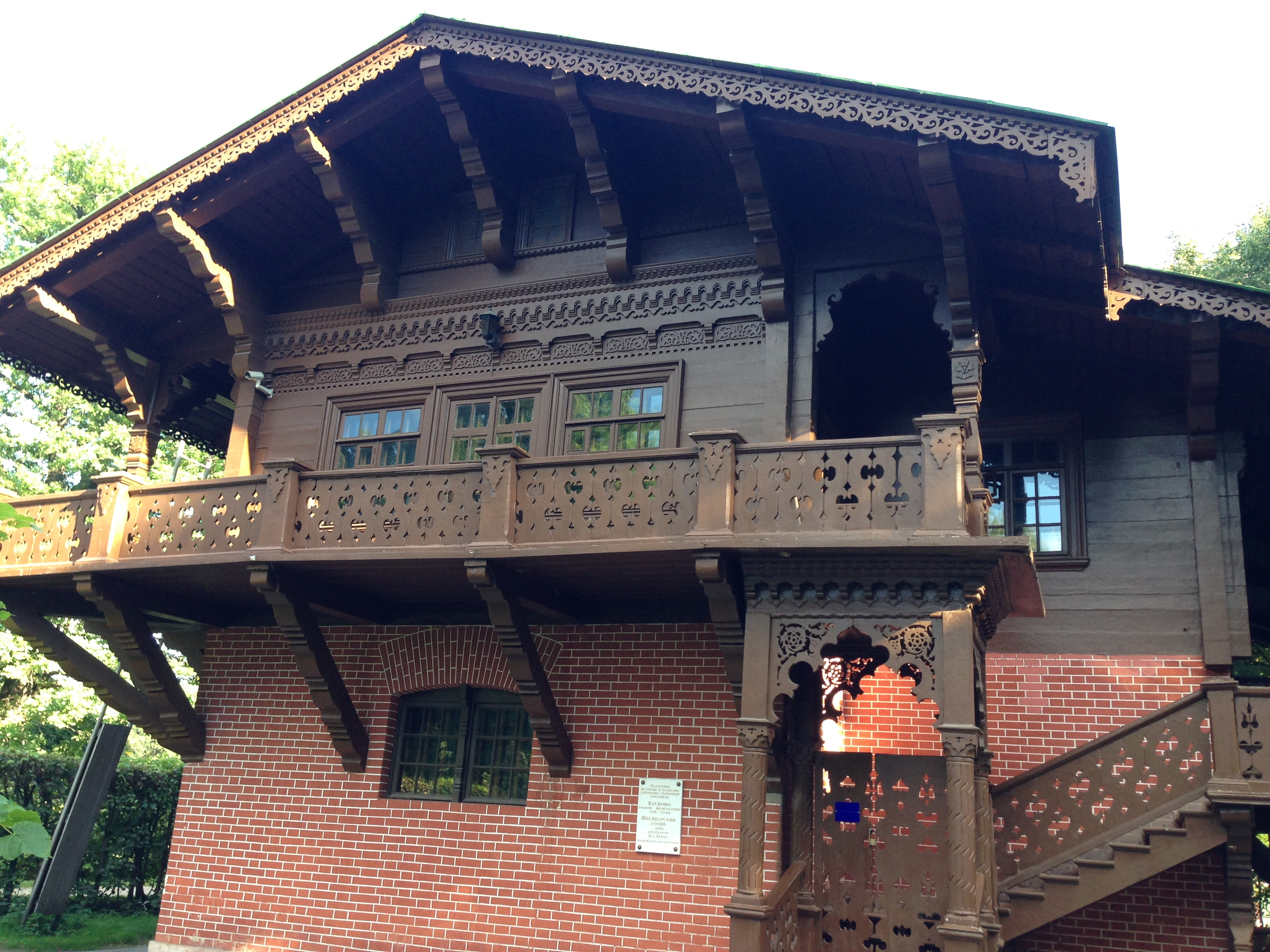
Швейцарский домик

Швейцарский домик возведён в 1870-х годах архитектором Н. Л. Бенуа. Это строительство было заключительным в Кусково. Деревянное двухэтажное строение несколько отличается от других сооружений усадебного парка Москвы под названием Кусково: оно необычно тем, что стены его первого этажа расписаны «под кирпич», а украшением второго этажа является резьба по дереву.
Второй этаж благодаря большому балкону, расположенному по всему периметру сооружения, как бы нависает над первым и служит ему своеобразной террасой. Двускатная крыша в свою очередь тоже выступает со всех сторон, защищая (как с фронтонных, так и с боковых сторон) сплошной резной деревянный балкон. Опорой ей служат фигурные балконные колонны, которые тоже выполнены из дерева. Контуры крыши по всему периметру украшает ажурная резьба.
Вход в сам домик расположен с его лицевой стороны. Его украшает резное деревянное крылечко с опорами, точь-в-точь повторяющими балконные. На эту сторону с первого этажа выходят два решетчатых окошка — одно маленькое, а другое побольше, а со второго — четыре решетчатых окна. С обратной стороны дома имеется лестница, ведущая на балкон. Она также выполнена из дерева, а её начало сделано в виде ажурного воздушного деревянного крылечка с такими же ажурными 2-створчатыми дверьми. В стенах этого домика конце XIX - начале XX столетия жил последний владелец усадьбы Сергей Дмитриевич Шереметев. В 2024 году начались реставрационные работы фасада и восстановление интерьеров домика. Работы планируются завершить в 2025 году.

### Воздушный театр (1763)
Воздушный театр в Кусково — редчайший образец синтеза архитектурно-паркового и сценического искусства. Подобные театры, распространившиеся в России в богатых русских усадьбах XVIII века, наряду с террасами, гротами, каскадами были характерными мотивами итальянских парков эпохи Высокого Возрождения. Устроенный в Кускове в 1760-е годы, сегодня он утратил свои зелёные кулисы, сохранив лишь планировку и робкие очертания рельефа. Он состоял из амфитеатра для зрителей и сценической площадки. Сцена, расположенная на насыпном холме высотой в 1,5 м, окружённая берёзовыми боскетами, внутри которых выращивались земляника и клубника, по краям украшалась высокой стеной стриженного барбариса. Шестью парами кулис служила еловая шпалера, уход за которой был сложен, но оправдывался прекрасной акустикой. Сверху сцена убиралась травяным ковром, а во время театральных постановок — деревянным настилом. Дерновый амфитеатр, состоявший из трёх полукруглых скамей с проходом в центре, был рассчитан на 80-100 зрителей. Им перед началом спектакля предлагались мягкие подушечки. Соотношение глубокой сцены площадью в 3250 м² и небольшого амфитеатра было обычным для зелёных театров XVIII века. Амфитеатр располагался к югу от сцены, таким образом, она получала достаточное солнечное освещение. Музыканты занимали места в оркестровой яме, закрытой со стороны зрительного зала цветочной клумбой. Актёрскими уборными служили две круглые башни из стриженной зелени.
Открытый театр давал возможность многим желающим увидеть представление: в числе зрителей были не только почётные гости, но и многочисленная публика, смотревшая спектакль с дорожек парка. «Простолюдины при каждом забавном слове помирали со смеху, всему давая свой толк, и чрез то представляли собой другое очень занимательное зрелище», — писал неизвестный участник кусковского праздника.

### Кухонный флигель (1756—1757)

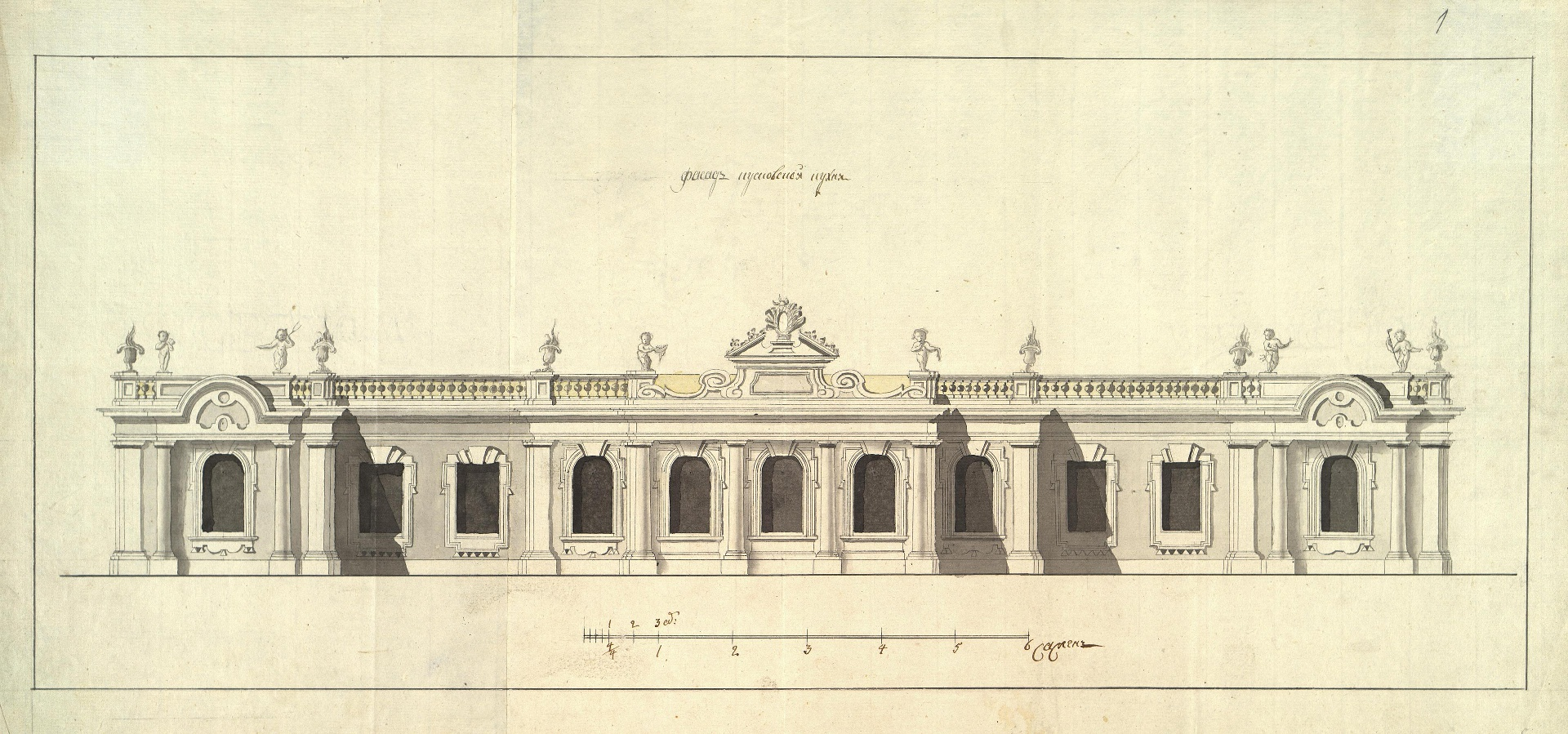
Кухонный флигель (план фасада). 1755-1780-е гг.

Флигель был построен в 1755 году архитектором Ф. С. Аргуновым, в нём располагались русская и французская кухни, скатертная, кофейная, хлебная и кондитерский цех. Здание построено в едином стиле с остальным ансамблем усадьбы, его северный и южный фасады украшены колоннадой, высокими арочными окнами. Сверху здание венчает балюстрада с вазонами и картушами (декоративные лепные или графические узоры на фасадах в виде щитов, развёрнутых свитков или карт). Во избежание пожара — кухня выносилась при строительстве комплекса в отдельное здание. Отдельный корпус приготовления пищи также избавлял гостей от кухонных ароматов и хозяйственной суеты. Расположено здание между Дворцом и Храмом. Готовые блюда слуги относили через боковую дверь на цокольном этаже прямо во Дворец. Столовая Дворца окнами как раз выходит на восточную сторону, где располагается Кухня. Благодаря описям XVIII века нам известно, что там располагались кондитерская, скатертная, хлебная, кофейная, кухни русская и французская. Чтобы постройка служебного назначения не нарушала парадный характер усадьбы, её южный и северный фасады украшены торжественной колоннадой, высокими арочными окнами, изящной балюстрадой с декоративными вазами на парапете кровли и картушами в виде воинских доспехов и знамён, что придаёт этому зданию нарядность и торжественность. Сверху здание венчает балюстрада с вазонами и картушами (декоративные лепные или графические узоры на фасадах в виде щитов, развёрнутых свитков или карт).

### Церковь Спаса Всемилостивого(1737—1739) и колокольня (1792)

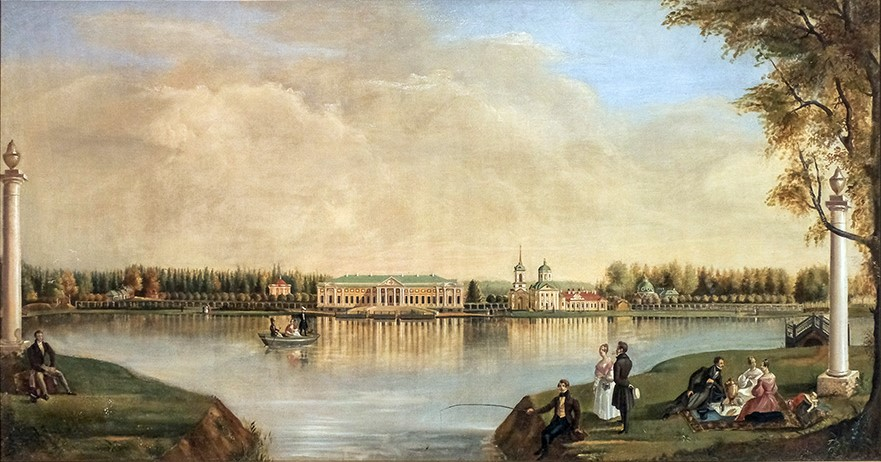
Н. И. Подключников. Кусково. Усадебный дом и церковь. 1839 г.

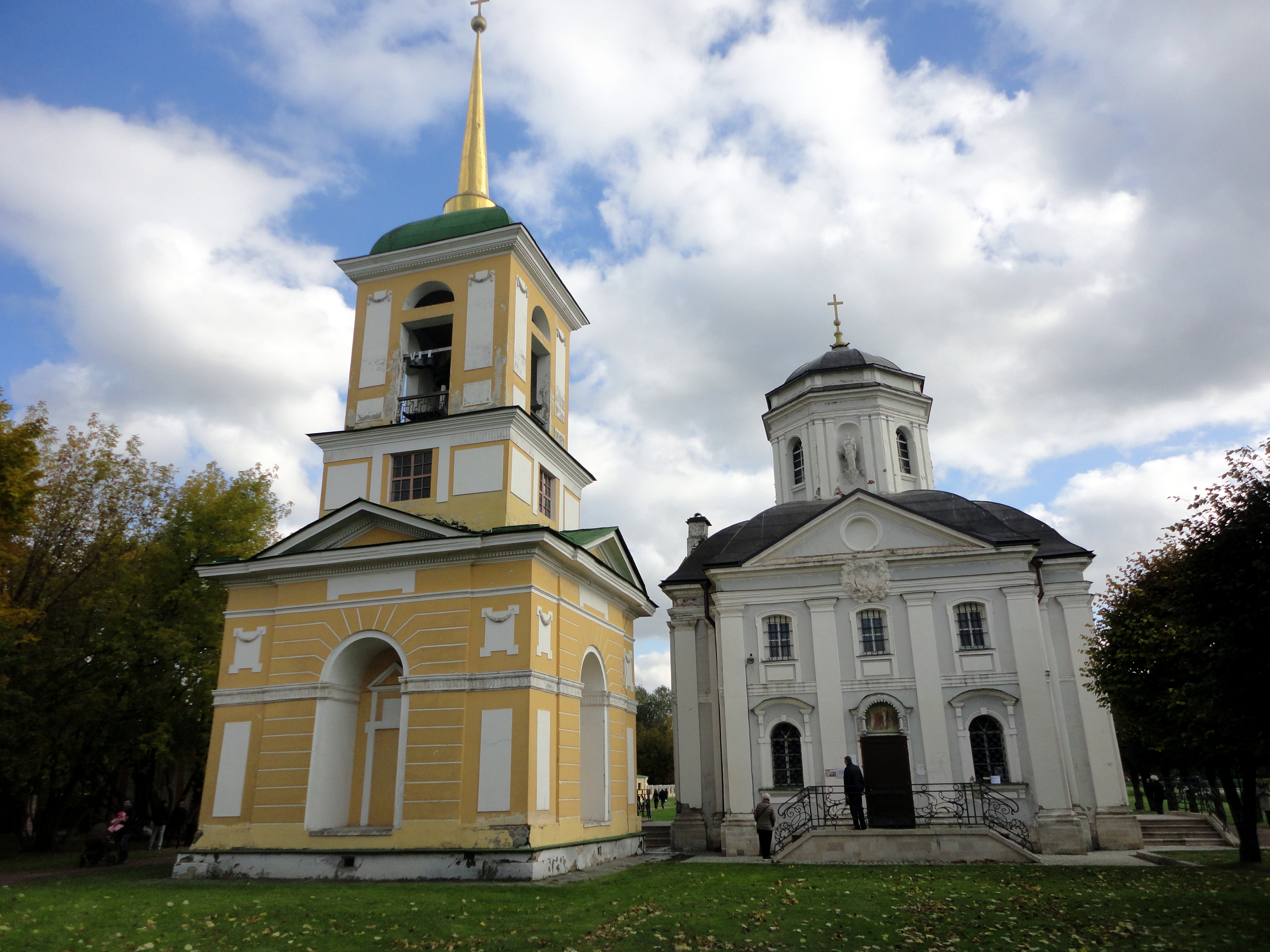
Церковь Спаса Всемилостивого в Кускове

Храм — один из редких памятников культовой архитектуры аннинского барокко — четырёхугольный в плане, возвышается на белокаменном цоколе и завершается главой с куполом. Плоскости стен оживлены пилястрами, в нишах барабана установлены белокаменные скульптуры апостолов, а крест поддерживает фигура ангела с раскинутыми крыльями. На западном фронтоне выделяется рельеф: в облаках восседает Бог Саваоф, окружённый херувимами. Скульптурное украшение придаёт парадность зданию церкви, созвучную архитектуре увеселительной резиденции. Небольшое внутреннее пространство церкви в XVIII веке имело богатое убранство: резной иконостас со старинными образами в окладах, унизанных драгоценными каменьями и жемчугом, золочёные царские врата, графскую ложу и хоры. Некогда пышно убранная, с дорогой утварью, богатыми ризами и воздухами, согласно легенде, шитыми золотом и жемчугом венценосной соседкой по имениям — императрицей Елизаветой Петровной, — церковь сохранила лишь поздние росписи на библейские и евангельские сюжеты середины XIX века. Но и поныне подлинным украшением храма является двухъярусное паникадило на восемнадцать свечей с фигурами серафимов.

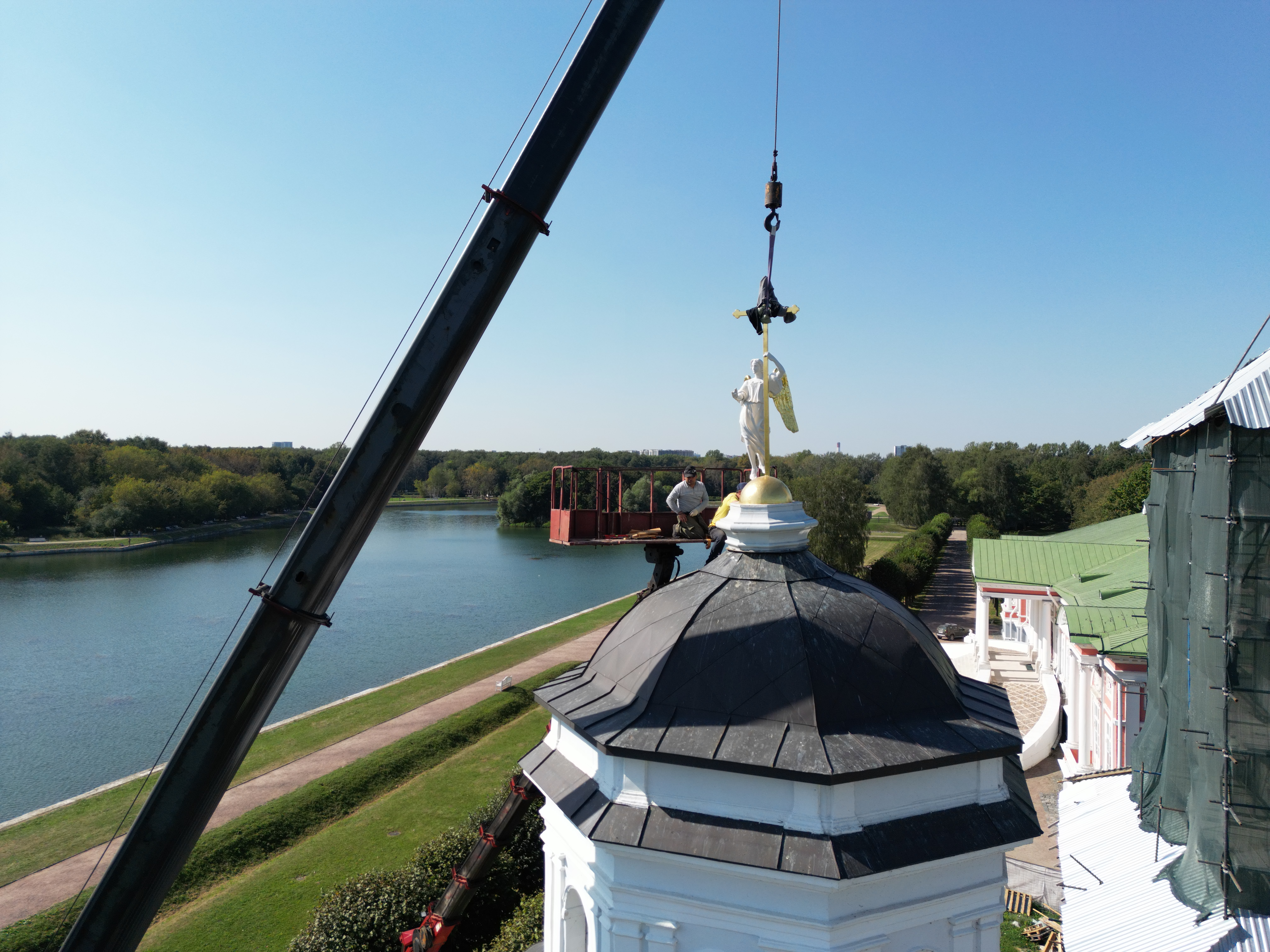
Установка фигуры ангела на купол храма, 3 сентября 2024г.

В 1792 году, как завершение всего шереметевского замысла, строится деревянная колокольня, выстроенная трудами крепостных архитекторов Миронова и Дикушина, — последняя значительная постройка в Кускове, «замкнувшая круг» в создании архитектурного ансамбля.
В 1991 году храм был открыт для посетителей музея как «домовая церковь усадьбы Кусково». В 1992 году Патриарх Московский и всея Руси Алексий II назначил в храм настоятеля, тогда же была зарегистрирована местная религиозная организация, православный приход храма. Спустя 200 лет, в 1992 году колокольне были возвращены восемь колоколов, реконструированных по образцам XIX века московским предприятием «Колокол», отлитых в память славного рода Шереметевых и в честь воссоздания церкви Всемилостивого Спаса.
Согласно распоряжению Правительства РФ № 1572 от 19 октября 2009 года церковь была отнесена к федеральной собственности. Затем здание церкви было передано местной религиозной организации на основании «Договора бессрочного пользования федеральным недвижимым имуществом религиозного назначения, находящимся в собственности РФ» от 7 декабря 2010 года № Д-30/1248 между территориальным управлением Федерального агентства по управлению государственным имуществом по городу Москве и местной религиозной организацией — православный приход храма Честных древ Животворящего Креста Господня в Кускове города Москвы Московской епархии Русской православной церкви. Формально, здание церкви и колокольни перестали быть в ведении музея. Оно перешло в ведение местного прихода Рождественского благочиния Московской городской епархии РПЦ. После этого туристы потеряли возможность посещать памятник в будние дни: храм удалён от жилых кварталов, и богослужения там совершаются только по субботам и воскресеньям (вход для верующих на территорию усадьбы свободный).. В 2015 году с купола храма была снята фигура ангела, восстановленная во время реставрации 1970-х годов. В сентябре 2024 года обновленная фигура ангела была возвращена на купол. В 2018—2019 годах прошли реставрационные работы. В 2023 году начались реставрационные работы колокольни, которые планируют завершить в 4 квартале 2024 года.

### Прочие постройки
- Вольер для птиц (современная реконструкция)
- Менажереи (современная реконструкция)
- Каретный сарай и сушилка (II половина XIX века).
- Домик управляющего (1810).[16]

### Утраченные постройки

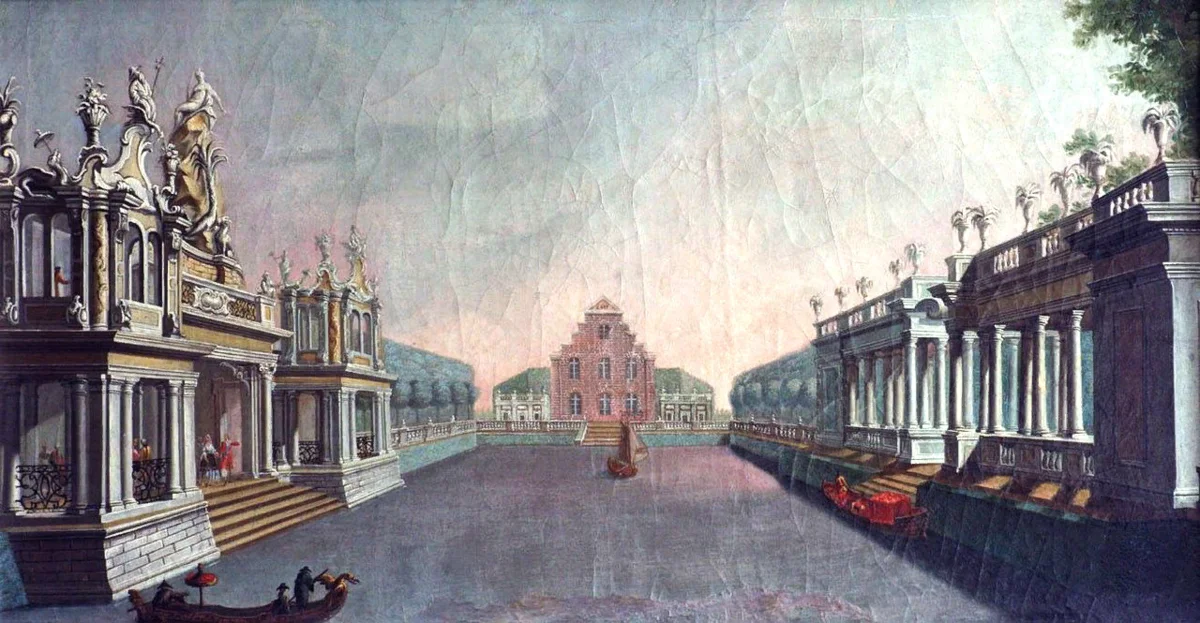
Г. Молчанов. Ансамбль Голландского пруда в Кусково. 1770-е гг.

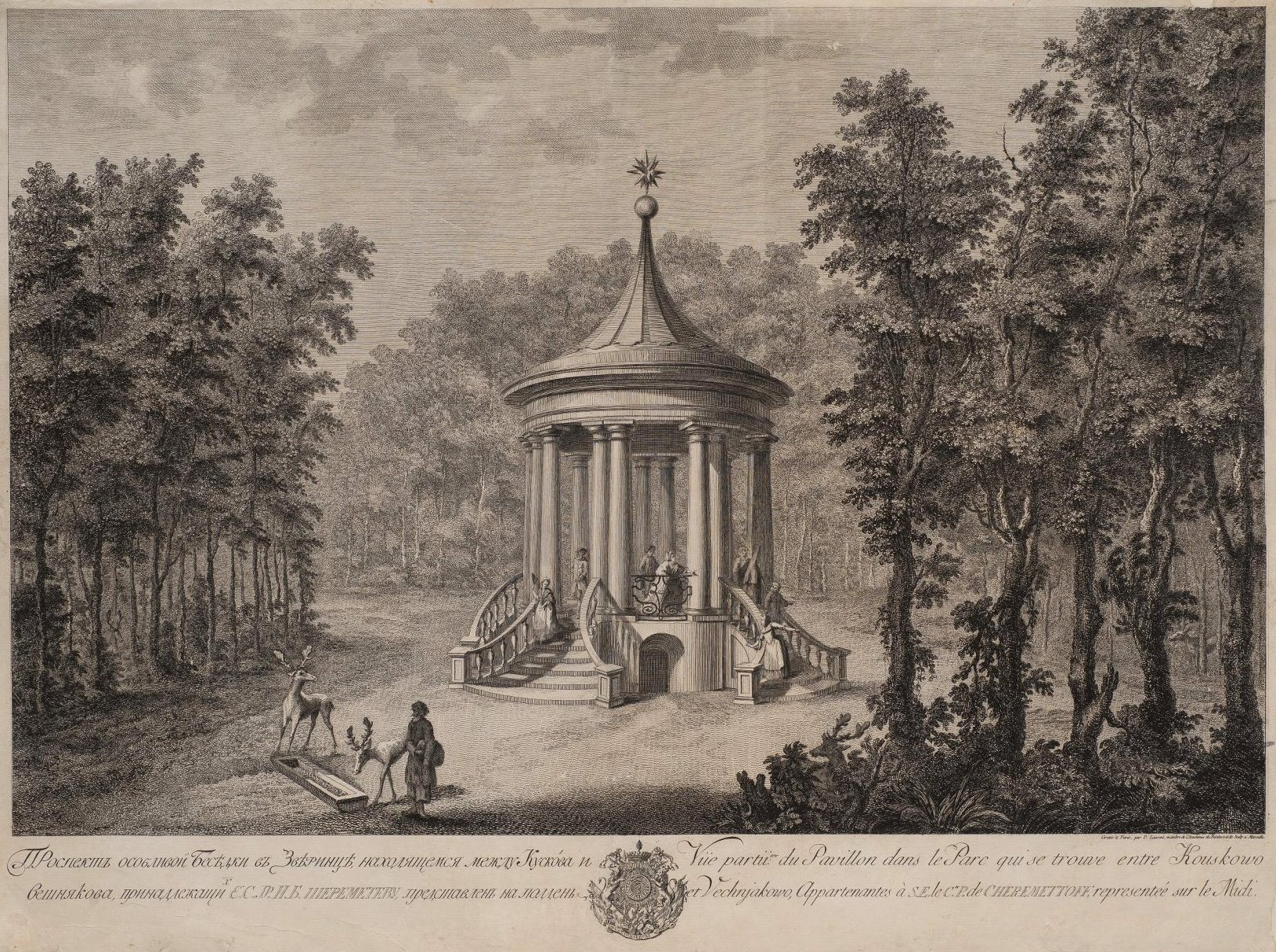
Беседка в зверинце. 1770-е гг.

За двухсотлетнюю историю усадьбы многие постройки были утрачены и не дошли до нашего времени. Некоторые павильоны в английской части парка были разрушены во время Отечественной войны 1812 года. Часть была разобрана ещё при Николае Петровиче Шереметеве, большая часть — при Сергее Дмитриевиче и масштабной реконструкции усадьбы во второй половине XIX века.
- Пагоденбург (Китайская беседка)
- Столбовая беседка
- Здание театра в Кусково
- Мыльня (Ванный павильон)
- Беседка в запрудной роще
- Псарный двор
- Официантский флигель
- Беседка в зверинце
- Декоративная руина в зверинце — место сбора охотников
- «Дом уединения» графа Петра Борисовича Шереметева
- Картинная галерея

## Усадьба в наши дни
Для осмотра открыты экспозиции архитектурно-паркового ансамбля усадьбы и выставки фарфора, керамики и стекла.
Московским правительством планировалось зафиксировать для усадьбы статус «Особо охраняемые природные территории Москвы».
С 2018 года переименован в «Музей-усадьба „Кусково“». С 2022 года усадьба "Кусково" и усадьба "Останкино" объединены в общий музейный комплекс "ГМЗ "Останкино и Кусково".
В усадьбе и лесопарке проводились съёмки таких популярных фильмов, как „Ширли-Мырли“ (1995) и „Здравствуйте, я ваша тётя!“ (1975), где Голландский домик был представлен как жилище полковника Чеснея. „Обыкновенное чудо“ (1964 г., режиссёр Эраст Гарин). В Кусково также снимались исторические телесериалы „Гардемарины, вперёд!“, „Виват, гардемарины!“, „Тайны дворцовых переворотов“, „Институт благородных девиц“, „Тайны института благородных девиц“ и другие. Также в усадьбе проводилась съёмка клипа группы БИ-2 „Чёрное солнце“.
Сегодня — это один из крупнейших в мире обладателей коллекции керамики и стекла различных стран от античности до современности.
Основой фондов усадьбы Кусково стали собрания графов Шереметевых, которые впоследствии пополнялись и в настоящее время насчитывают около 6 тысяч произведений живописи, графики, скульптуры, мебели и предметов декоративно-прикладного искусства XVI—XIX вв. В усадьбе сохранились редкие образцы художественной мебели и декоративно-прикладного искусства, книги из фамильной библиотеки и уникальная по полноте и исторической значимости усадебная „Портретная галерея“. Музей обладает уникальным, одним из лучших в стране и крупнейшем в Москве собранием русского и западноевропейского фарфора, керамики и стекла.
Ежегодно в музее организуются выставки; проводятся концерты классической музыки; возрождаются старинные традиции усадебных празднеств, приёмов и гуляний.
Музей открыт для посетителей круглый год.
Понедельник, вторник — выходные дни. Последняя среда месяца — санитарный день.
Каждый четверг третьей недели месяца — бесплатное посещение.
Режим работы:
Зимой с 10.00 до 18.00, кассы до 17.30. Дворец и Грот открыты до 16:00

Летом с 10.00 до 20.00, кассы до 19.30. Павильоны до 18:00.

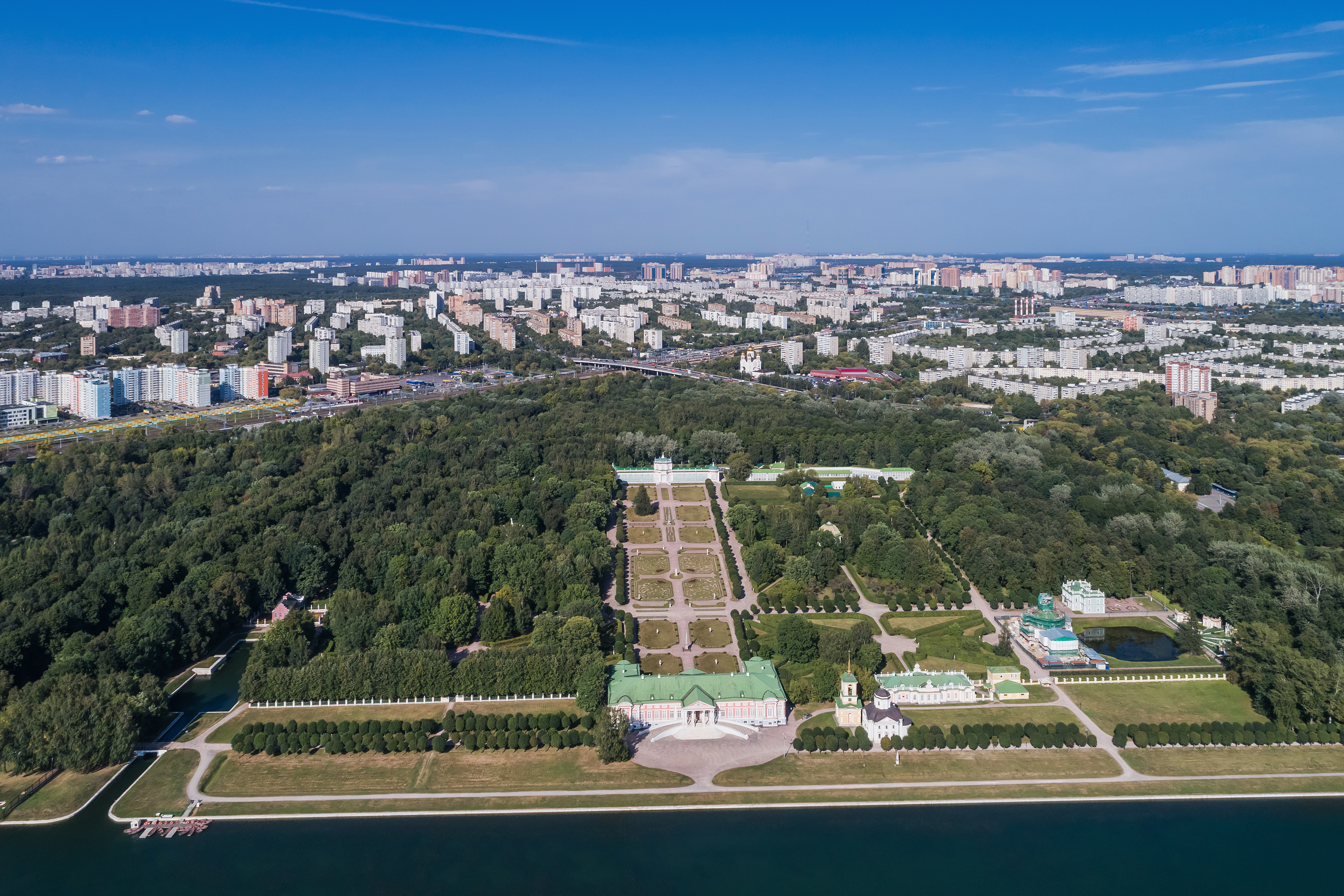
Кусково с высоты птичьего полёта, 2018
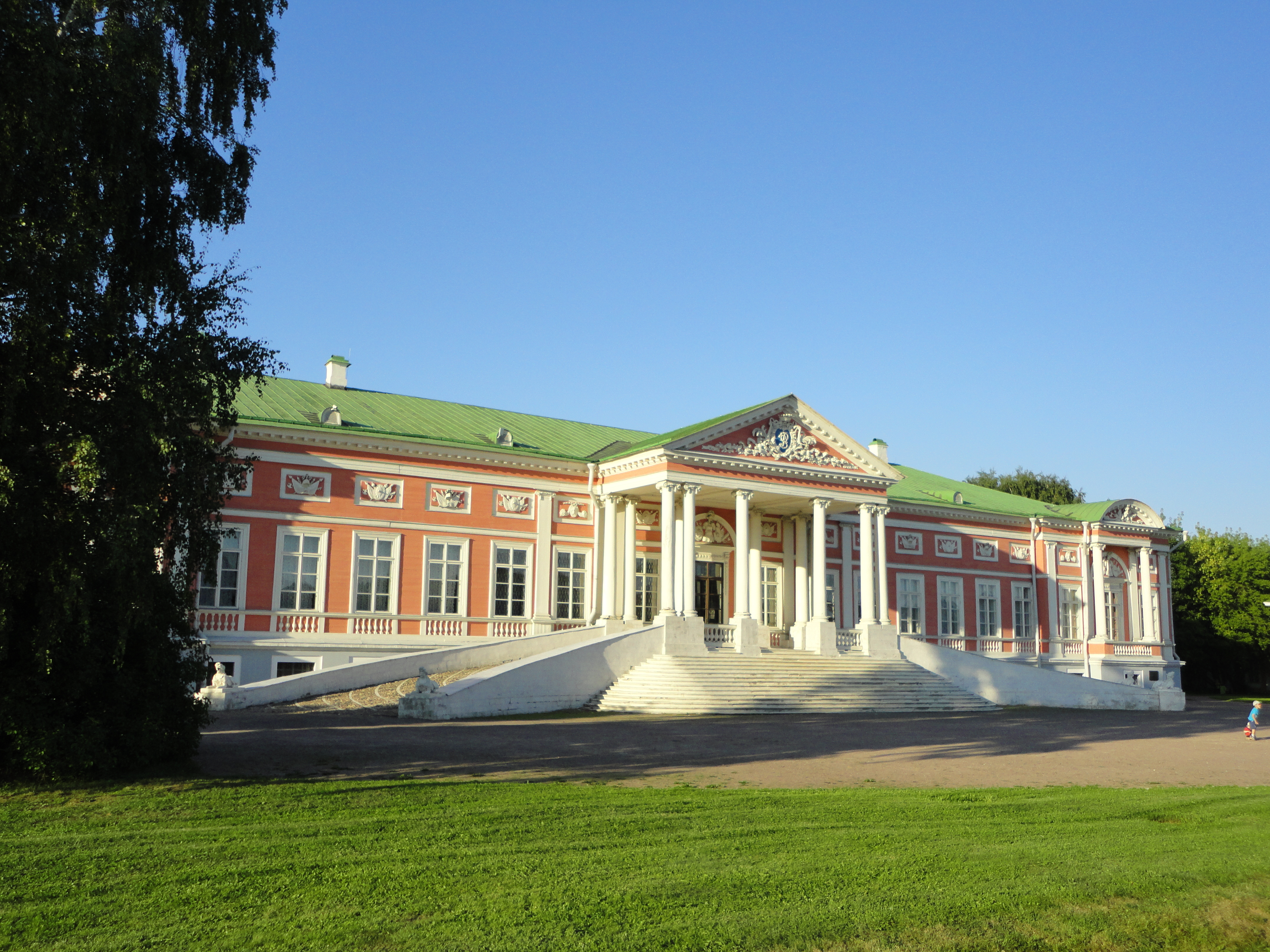
Большой дом (дворец)
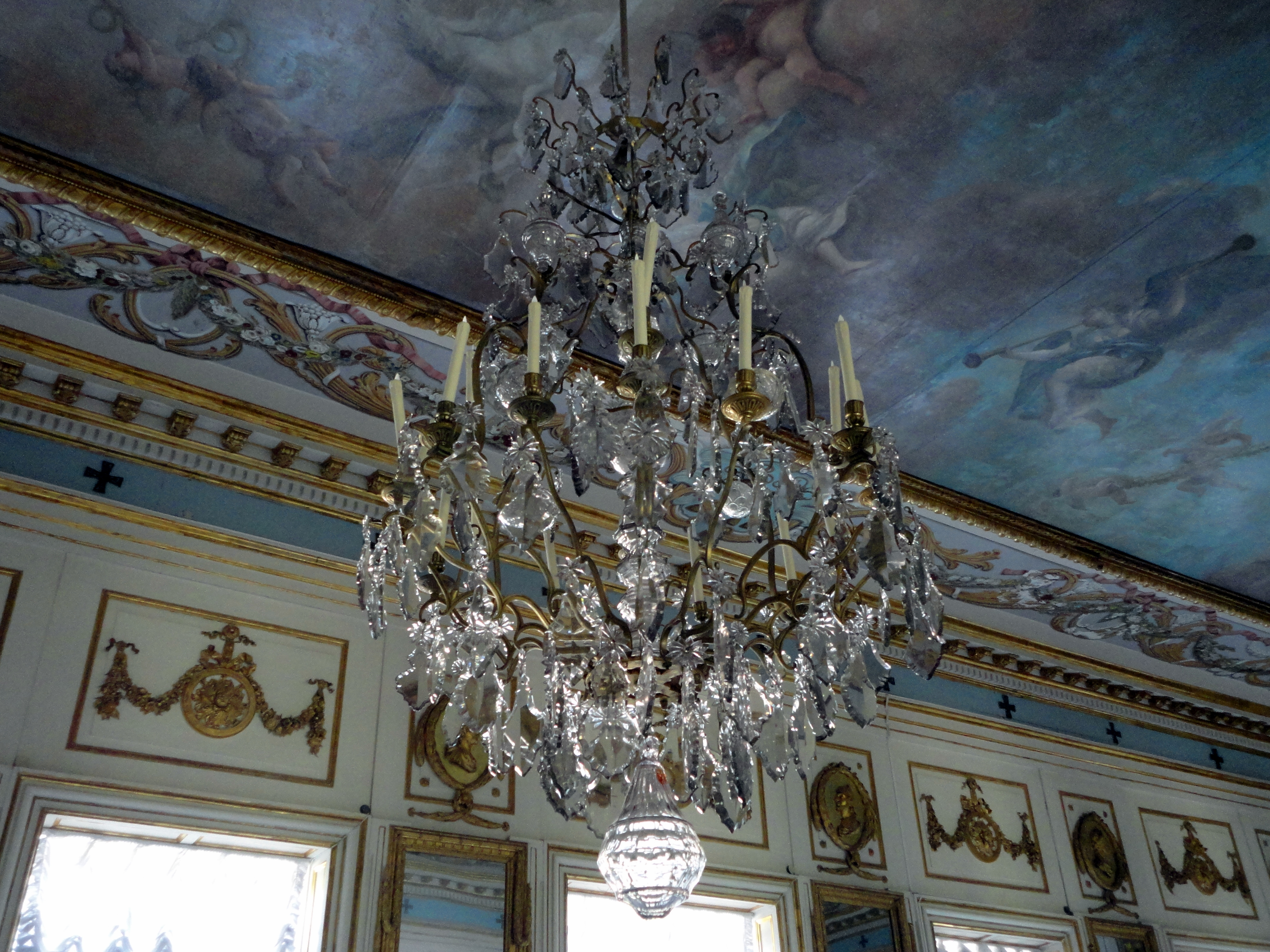
Люстра в Танцевальном зале дворца
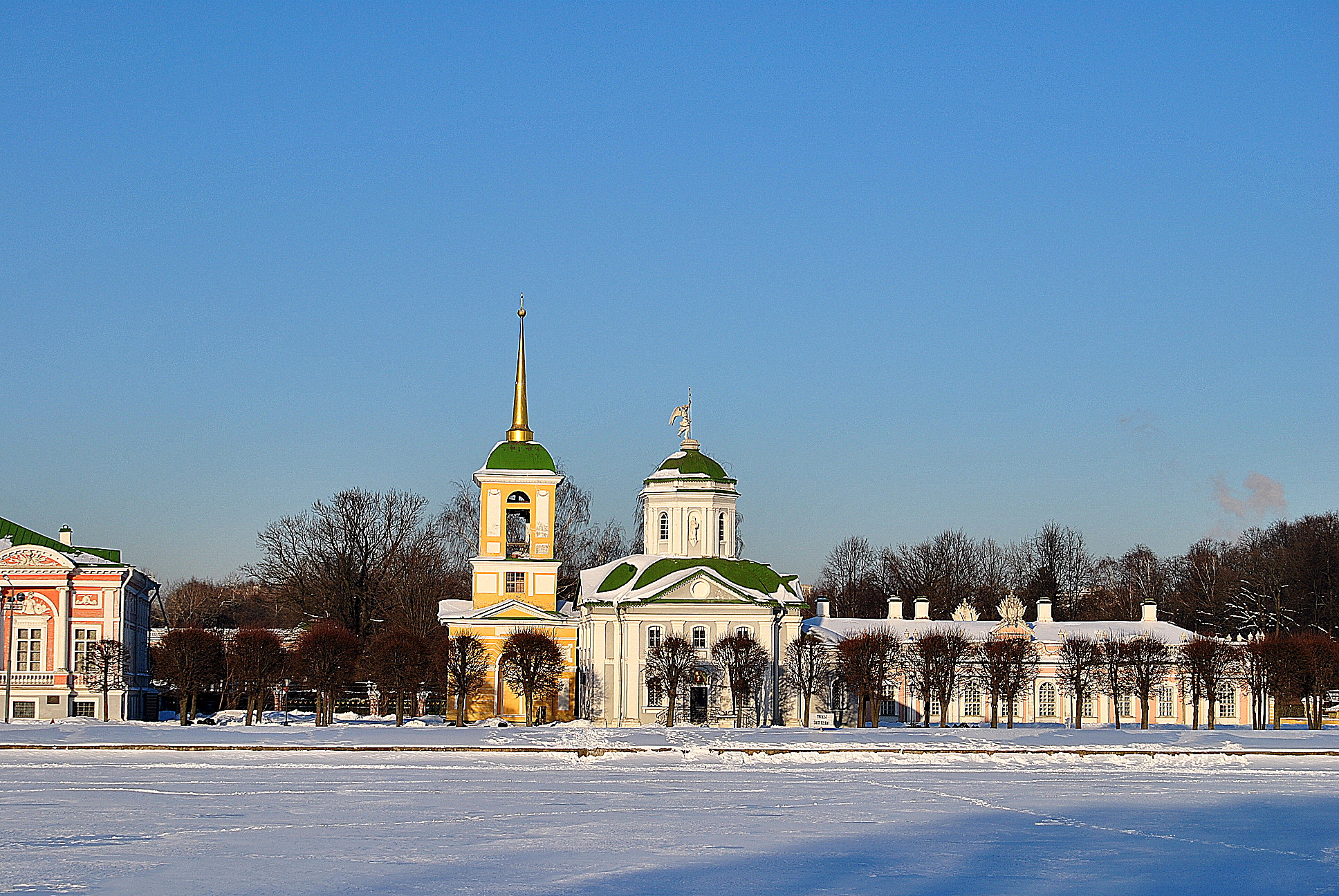
Церковь и колокольня зимой
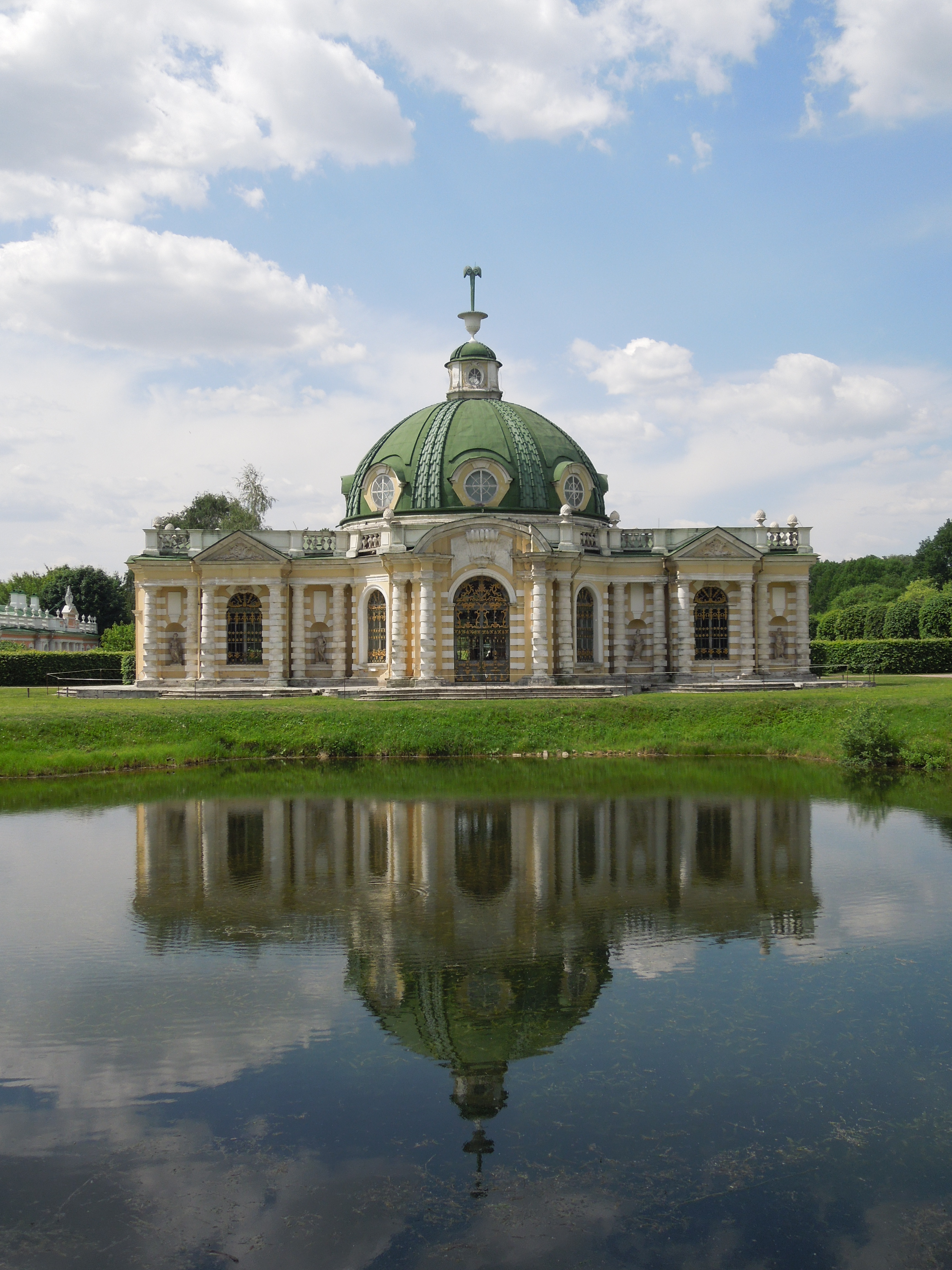
Грот
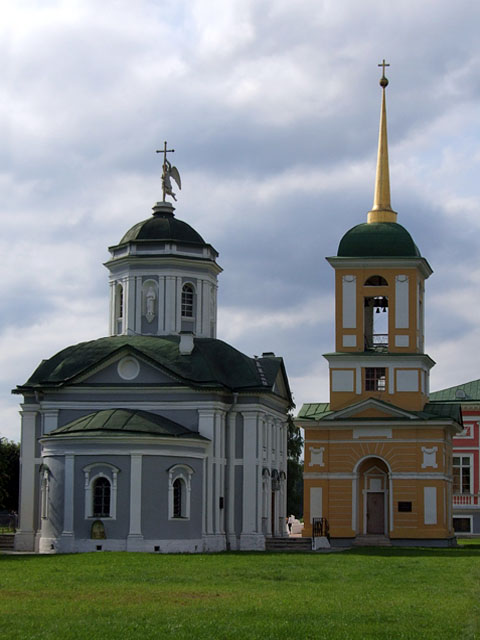
Церковь и колокольня у пруда
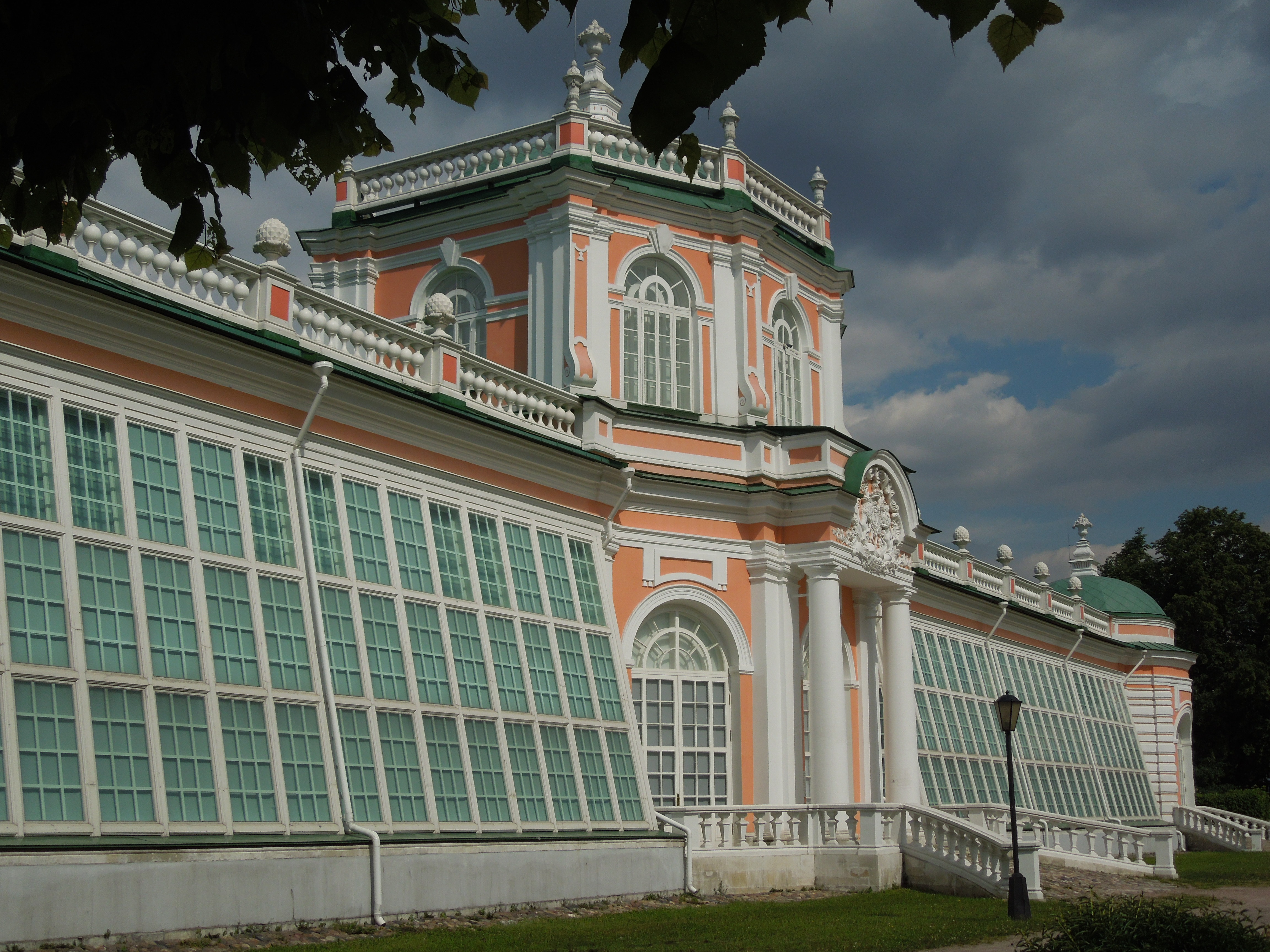
Оранжерея
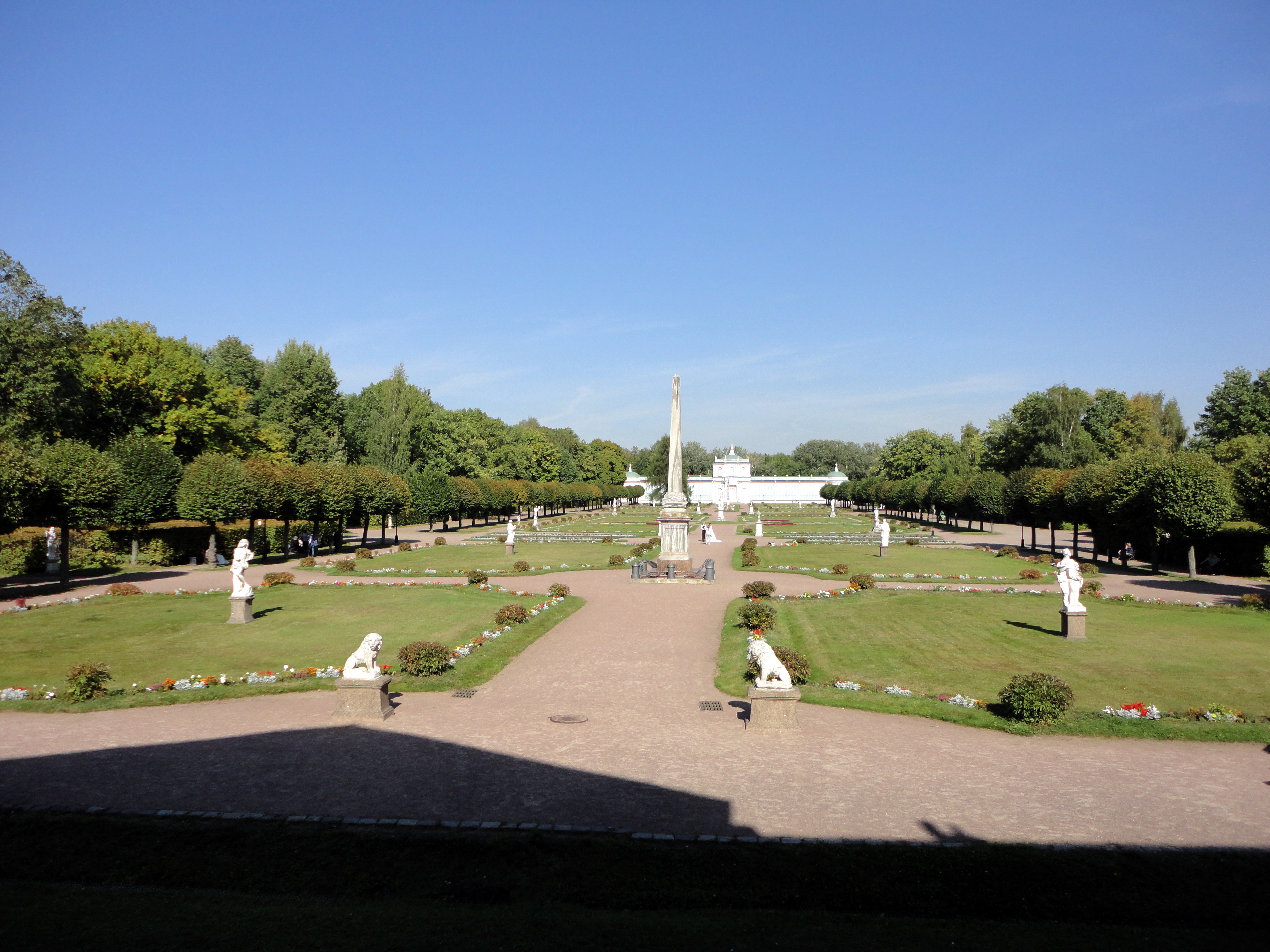
Вид на парк и стелу
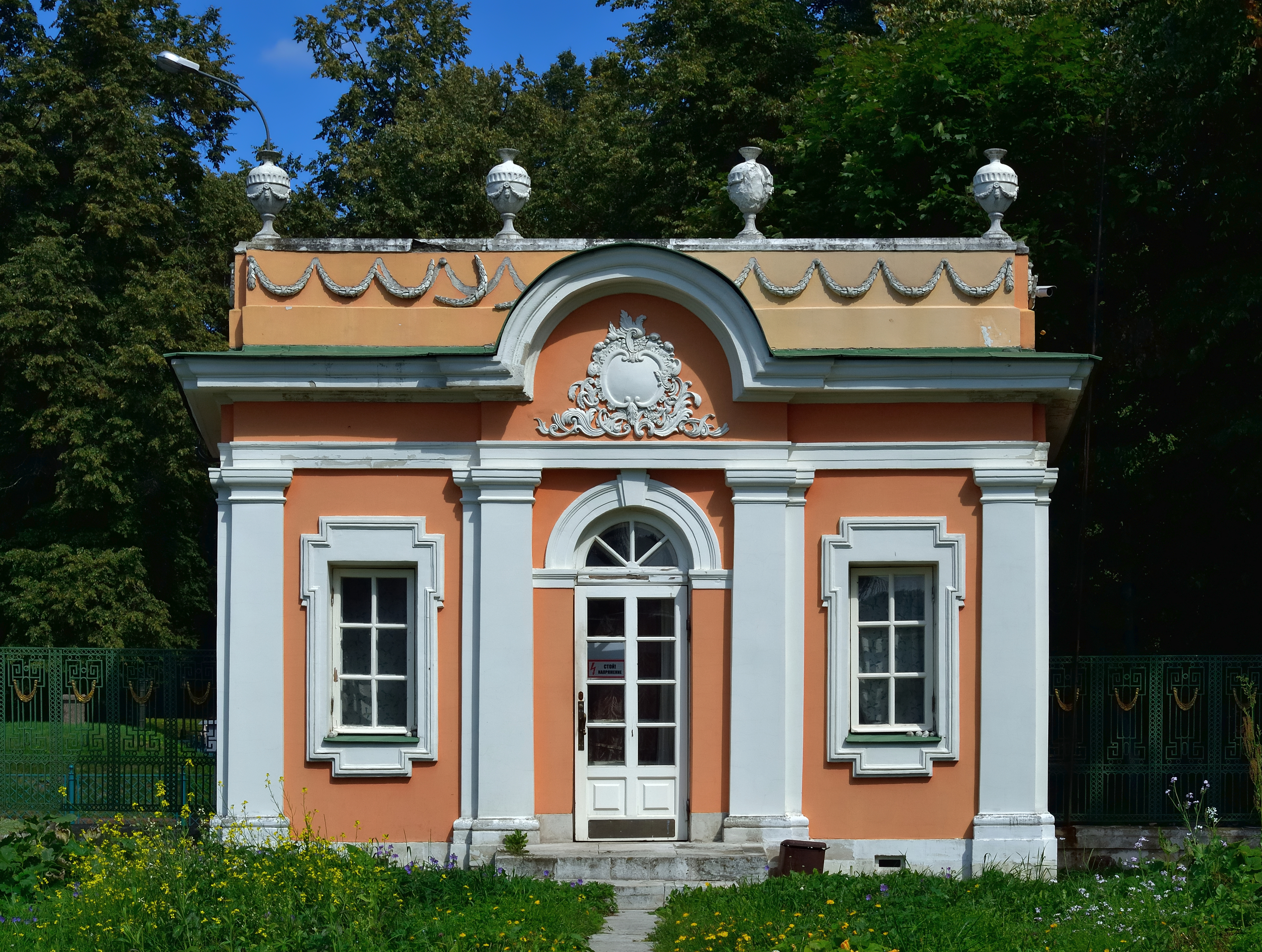
Менажерея (домик для водоплавающих птиц)
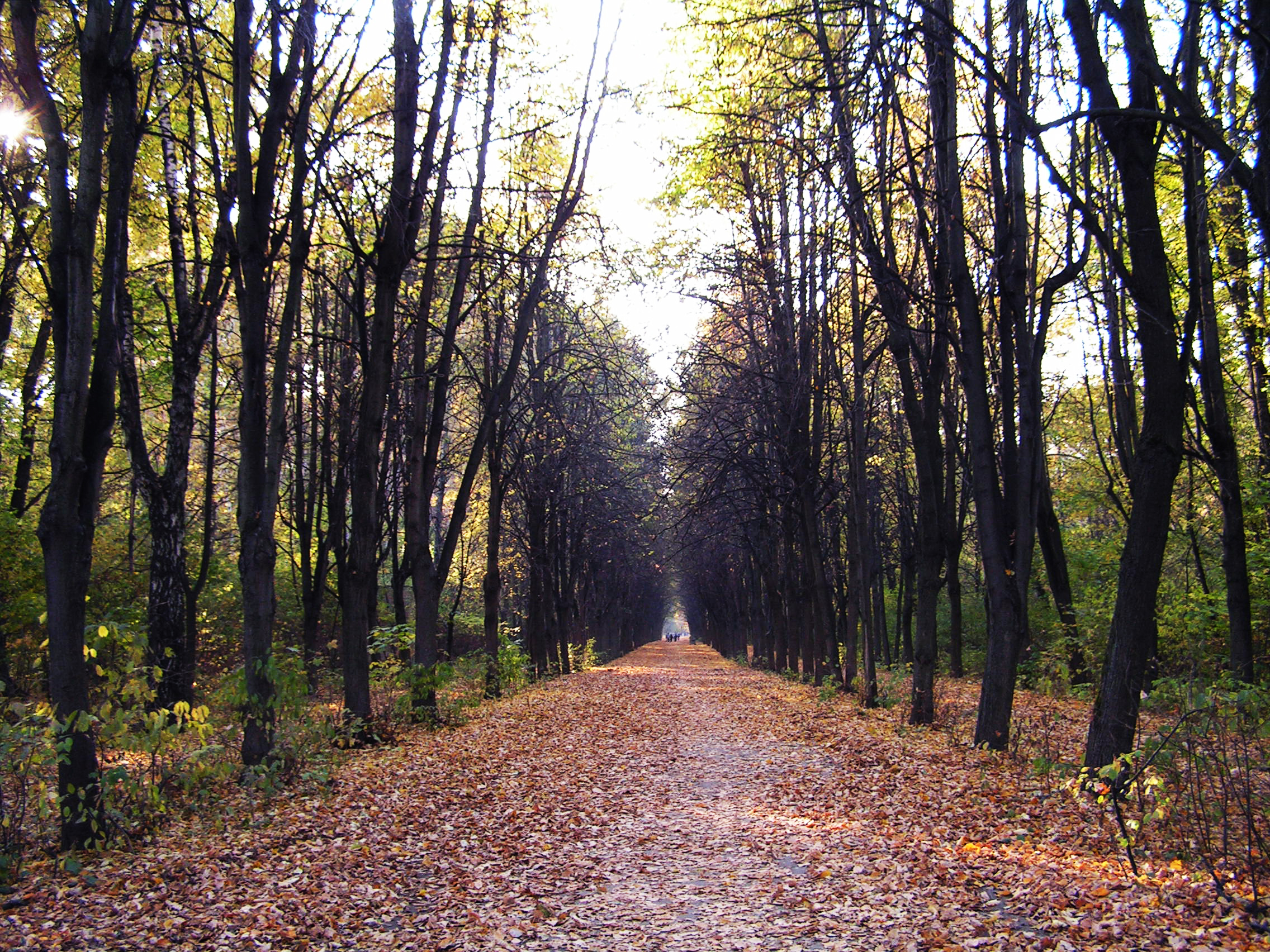
Аллея Кусково (в лесопарковой зоне)
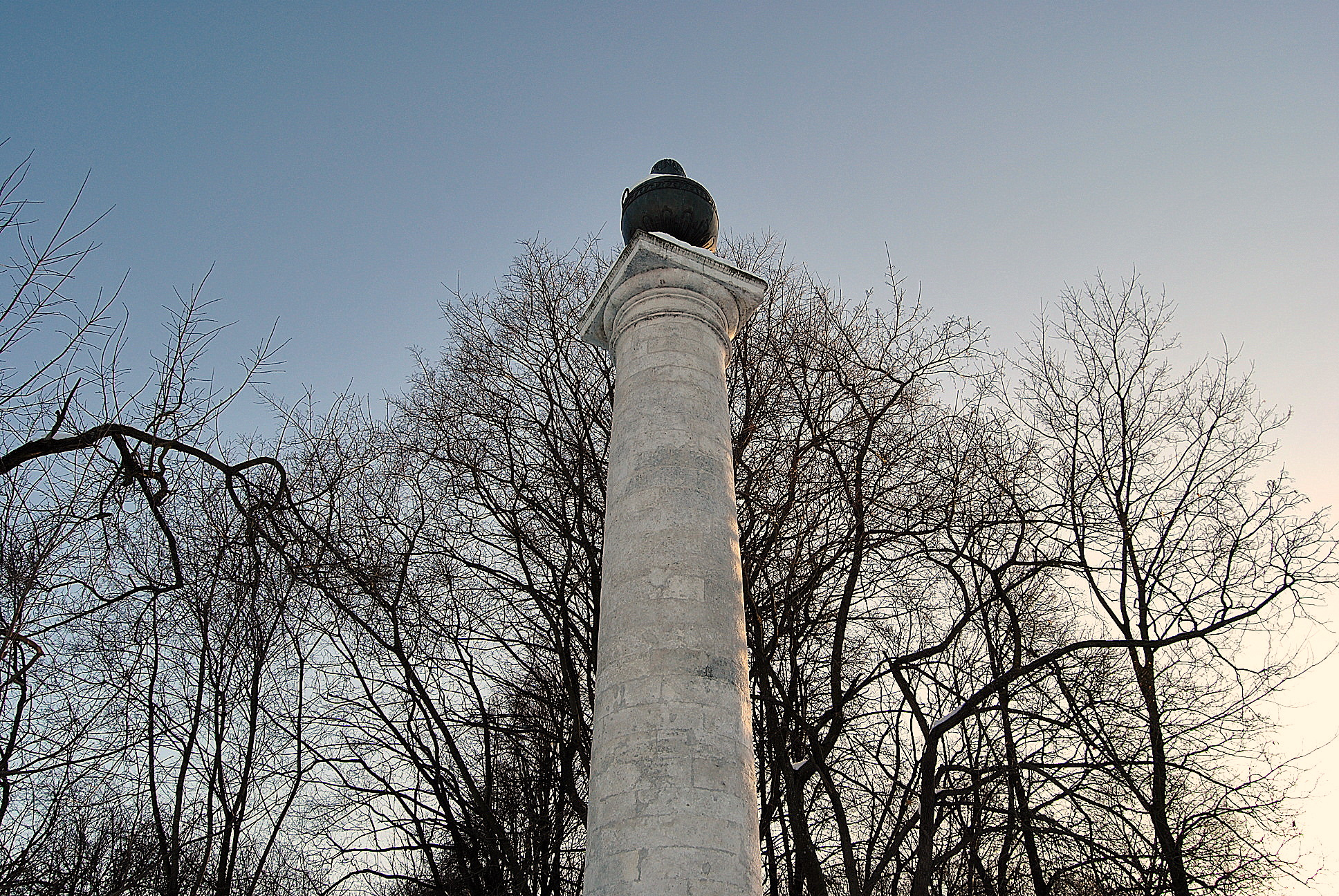
Факельная колонна в Кусково
Вид на канал в лесопарке Кусково